# Programa del transbordador espacial
|  | Aquest article es refereix als transbordadors espacials estatunidencs. Va existir un projecte cancel·lat de transbordador espacial soviètic (transbordador espacial Buran), i un altre projecte cancel·lat de transbordador europeu (transbordador Hermes). |

El transbordador espacial o llançadora espacial (en anglès Space Shuttle) de la NASA, anomenat oficialment Space Transportation System (STS), traduït "Sistema de Transport Espacial", va ser l'únic vehicle espacial utilitzat per al transport d'astronautes pels Estats Units, del 1981 al 2011. En particular, la característica destacable és que era parcialment reutilitzable.
El transbordador espacial és llançat verticalment, normalment portant de quatre a set astronautes (encara que se n'han portat fins a vuit) i fins a 22.700 kg de càrrega útil a òrbita terrestre baixa (LEO).
Quan la seva missió va ser completada, es podia sortir d'òrbita independentment, en utilitzar el seu sistema de maniobra (que es va orientar de manera adequada i va encendre els seus motors principals, frenant, per tant) i podia reingressar a l'atmosfera de la Terra. Durant el descens i l'aterratge, la nau va actuar com un vehicle de reentrada i un planador, utilitzant el seu sistema OMS i de les superfícies de vol per realitzar els ajustaments.

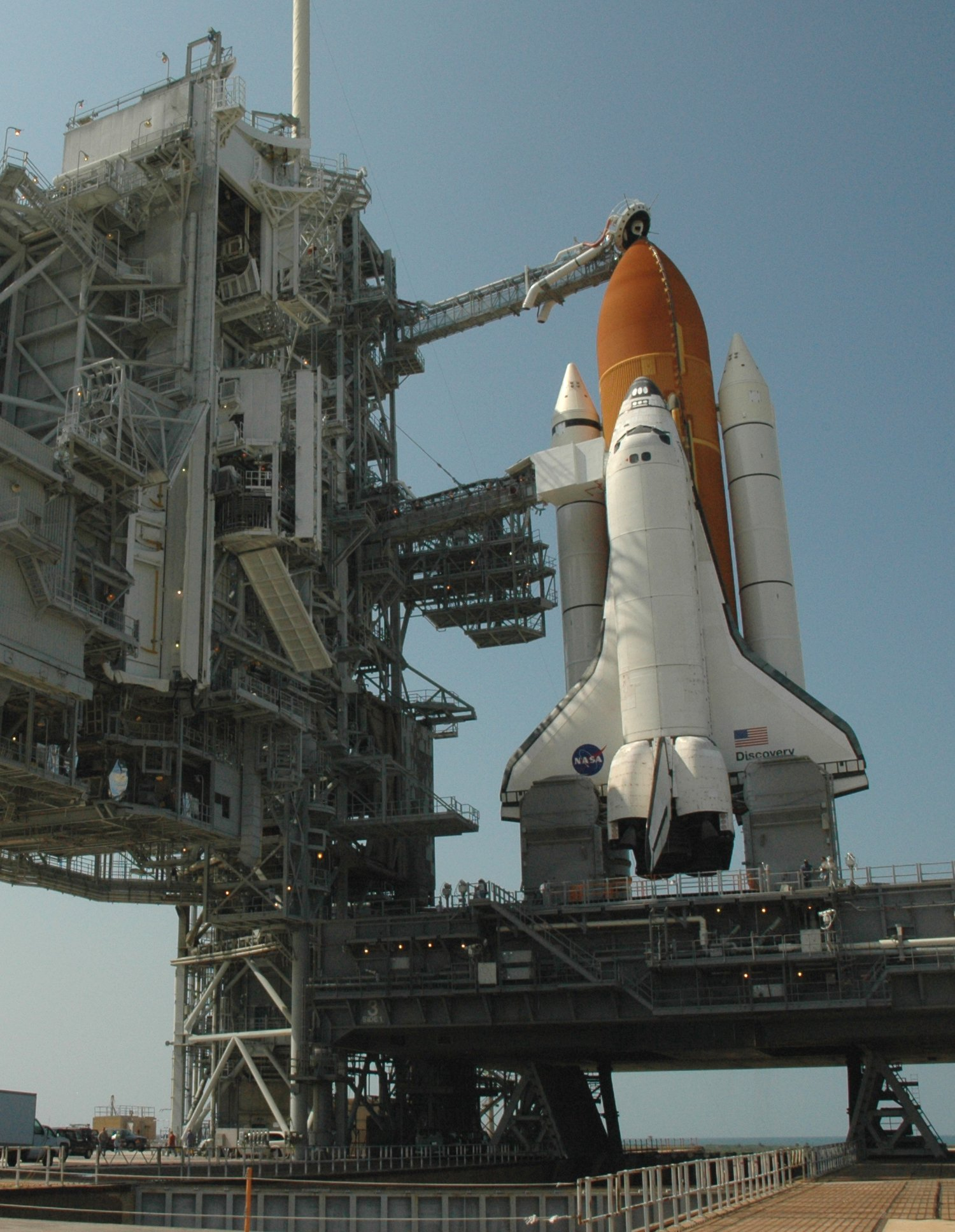
El Transbordador espacial Discovery en la plataforma de llançament.

La llançadora és l'única nau espacial tripulada amb ales que ha assolit l'òrbita i l'aterratge, i l'únic vehicle espacial reutilitzable que ha fet múltiples vols en òrbita. Les seves missions implicaven transportar grans càrregues a òrbites diferents (incloent-hi segments per ser afegits a l'Estació Espacial Internacional, «EEI»), proporcionant així la rotació de tripulació per a l'Estació Espacial Internacional i realitzant missions de servei. L'orbitador també es va recuperar satèl·lits i altres càrregues útils (per exemple, de l'EEI) des d'òrbita i els tornava a la Terra, encara que el seu ús en aquesta funció era rar. Cada vehicle ha estat dissenyat amb una vida útil projectada de 100 llançaments, o 10 anys de funcionament.
El programa va iniciar-se formalment el 1972, encara que el concepte s'havia explorat des de la darreria dels anys 1960, i va ser l'únic focus de les operacions tripulades de la NASA després de la final dels vols d'Apollo i Skylab a mitjans de la dècada del 1970. El transbordador va ser concebut originalment i es va presentar al públic el 1972 com un «camió espacial» que, entre altres coses, s'utilitzaria per construir una estació espacial dels Estats Units en òrbita terrestre baixa a principis de 1990, i després seria reemplaçat per un vehicle nou. Quan el concepte de l'estació espacial dels EUA es va convertir en l'Estació Espacial Internacional, que va patir retards i canvis de disseny abans que pogués ser completat, la vida útil del transbordador espacial va ser prorrogada en diverses ocasions fins al 2011, quan finalment va ser retirat - servint com a mínim 15 anys més del que va ser originalment dissenyat per fer. L'any 2004, segons la visió del president George W. Bush per l'exploració espacial, l'ús de la llançadora espacial s'havia de centrar gairebé exclusivament a completar el muntatge de l'EEI, que estava molt endarrerit en aquest punt.
El primer orbitador experimental va ser lliurat per als vols de prova el 1976, i el primer llançament va tenir lloc el 12 d'abril de 1981, amb el Columbia i el STS-1, el primer vol orbital d'un transbordador. El programa del transbordador espacial va acabar amb la seva última missió, STS-135, volat pel Atlantis, el juliol de 2011, retirant-se definitivament l'última llançadora de la flota. El programa del transbordador espacial va acabar formalment el 31 d'agost de 2011.
La jubilació de la llançadora - «el vehicle més complex mai construït» - va posar fi a l'època en la qual les diverses activitats espacials dels Estats Units van ser realitzades per una única nau, o fins i tot una sola organització. Les funcions realitzades pel servei de transport des de fa 30 anys es faran no per un, sinó per molts vehicles espacials diferents que volen actualment o estan en desenvolupament avançat. Missions secretes militars estan essent traslladades per la mini-llançadora no tripulada «altament reeixida» de les Força Aèria dels EUA, l'X-37B. A final de 2012 el subministrament de càrrega a l'Estació Espacial Internacional va ser traslladat per vehicles comercials de propietat privada: SpaceX va provar amb èxit la càpsula reutilitzable Dragon, i el vehicle d'«Orbital Sciences» En 17 de novembre de 2020 la SpaceX Crew-1, que s'havia enlairat el dia anterior, es va acoblar a la ISS, sent el primer llançament d'aquest tipus realitzat per una empresa privada i marcant el retorn de la capacitat dels Estats Units d'enviar astronautes a l'espai després de la retirada del programa transbordador espacial en 2011.

## Història

### Disseny
El Programa del transbordador espacial va ser ideat principalment com a successor de les missions Apol·lo per dotar la NASA d'un programa espacial tripulat durant la dècada dels 80.
La NASA volia abaratir els costos i necessitava una nau multifuncional. Un dels seus usos seria portar els satèl·lits que eren llançats a l'espai per a la seva reparació en cas d'algun error. Una altra funció seria que fos reutilitzable per evitar la pèrdua de milers de milions de dòlars en coets que s'anaven separant en fases menors i, una vegada rebutjats, es cremaven durant la reentrada a l'atmosfera terrestre. Finalment s'utilitzaria com a transport a l'estació espacial que tenia planejada construir la NASA.
Amb tots aquests principis, durant la dècada del 1960, la NASA havia delineat una sèrie de projectes en paper sobre vehicles espacials reutilitzables per reemplaçar els sistemes d'ús únic com el Projecte Mercury, el Projecte Gemini i el Programa Apollo. La Força Aèria dels Estats Units (USAF) també tenia interès en sistemes més petits, amb major capacitat de maniobrabilitat i estava realitzant el seu propi projecte d'avió espacial, anomenat X-20 Dyna-Soar. Per poder elaborar un estat de l'art en la matèria, tots dos equips van treballar junts.
A la segona meitat de la dècada dels 60, l'esforç per millorar l'Apollo s'estava diluint, i la NASA va començar a buscar el futur del programa espacial. La seva visió va ser la d'un programa ambiciós que preveia el desenvolupament d'una enorme estació espacial que es llancés amb grans coets, i que fos mantinguda per un "transbordador espacial" reutilitzable que pogués donar servei a una colònia lunar permanent i que, eventualment, pogués transportar persones a Mart.
No obstant això, la realitat era una altra, ja que el pressupost de la NASA va disminuir ràpidament. En lloc de retrocedir i reorganitzar el seu futur en funció de la seva nova situació econòmica, l'agència va intentar salvar tant com fos possible dels seus projectes. Es va descartar la missió a Mart, però tant l'estació espacial com el transbordador encara estaven en peus. Eventualment solament es va poder salvar un d'ells, que va ser el transbordador per raons econòmiques i logístiques, ja que sense aquest sistema no es podria construir una estació espacial.
A continuació es van proposar una quantitat de dissenys, molts d'ells complexos i diferents entre ells. Maxime Faget, dissenyador de la càpsula del Mercury, entre d'altres, va crear el "DC-3", un petit avió capaç de portar una càrrega de 9.070 kg o menys, quatre tripulants, encara que amb maniobrabilitat limitada. El DC-3 es va constituir a la plataforma bàsica amb la qual es compararien els altres dissenys.
Amb la desesperació de veure el seu últim projecte salvat, la NASA va demanar la benedicció de les Forces Aèries dels Estats Units (USAF). L'agència va fer la sol·licitud demanant que els futurs llançaments de les USAF es fessin amb el transbordador en comptes de amb els llançadors descartables que s'estaven usant, com el coet Titan II. Com a retribució, les USAF veuria estalvis significatius en la construcció i actualització dels seus llançadors, ja que el transbordador tindria capacitat més que suficient per aconseguir els objectius.
Sense gaire entusiasme, les USAF van assentir, no sense abans demanar un increment significatiu en la capacitat per permetre-li llançar els seus satèl·lits espies projectats. Aquests eren grans, amb un pes aproximat de 18.144 kg, i haurien de posar-se en òrbites polars, amb la qual cosa es necessitaria més energia que la que cal per posar un objecte en òrbita baixa (LEO). El vehicle també hauria de tenir l'habilitat de maniobrar cap a qualsevol costat de la seva petjada orbital per ajustar-se a la deriva rotacional del punt de llançament mentre estigués a l'òrbita polar - per exemple, en una òrbita de 90 minuts, el punt Vandenberg AFB a Califòrnia, EUA tindria una deriva de 1.600 km, mentre que en òrbites més alineades amb l'equador, la deriva seria de menys de 400 km. Per aconseguir l'anterior, el vehicle hauria de tenir ales més grans i pesades.
Amb això, el senzill DC-3 quedava fora de l'equació a causa de la seva reduïda capacitat de càrrega i habilitat de maniobra. De fet, tots els dissenys eren insuficients. Tots els nous dibuixos haurien d'incorporar un ala delta. I aquest no era l'únic inconvenient, amb l'increment de la capacitat del vehicle, els propulsors també havien de ser molt més poderosos. De sobte, el sistema havia crescut fins a ser més alt que el coet Saturn V i els seus costos i complexitat van sortir de tots els pronòstics.
Mentre tot això succeïa, altres persones van suggerir un enfocament diferent: que la NASA utilitzés el Saturn existent per llançar l'estació espacial, la qual seria mantinguda per càpsules Gemini modificades que anirien en coets Titan II-M, de les USAF. El cost seria probablement menor, i aconseguiria l'objectiu de l'estació internacional més ràpid.
La resposta no es va fer esperar: un transbordador reutilitzable pagaria amb escreix el cost del seu desenvolupament, si es comparava amb la despesa de llançar coets d'ús únic. Un altre factor en l'anàlisi va ser la inflació, que va ser tan alta en la dècada dels 70 que qualsevol reposició del cost del desenvolupament havia de ser ràpida. Es necessitava llavors una taxa de llançaments per fer que el sistema fos plausible des del punt de vista econòmic. Aquestes condicions no les complien ni l'estació espacial, ni les càrregues de les USAF. La recomanació va ser, llavors, fer els llançaments des del transbordador, una vegada construït. El cost de llançar el transbordador hauria de ser menor que qualsevol altre sistema, exceptuant els coets petits i els molt grans.
Amb el tema de la plausibilidad solucionat, la NASA es va dedicar a obtenir fons per als cinc anys que trigaria el desenvolupament del projecte, empresa que no va resultar gens fàcil. La inflació i la Guerra de Vietnam amenaçaven d'acabar amb el transbordador, però era l'únic projecte viable, i suspendre-ho significava que EUA no tindria un programa espacial tripulat a la dècada dels 80. No obstant això, els pressupostos havien d'ajustar-se, la qual cosa va portar una altra vegada a la taula de dibuix. Es va abandonar el projecte de coet reutilitzable en favor d'un coet senzill que es desprengués i fos recuperat posteriorment. El combustible es va treure de l'orbitador a un tanc extern, la qual cosa va permetre augmentar la capacitat de càrrega a costa de rebutjar el tanc.
L'últim escull de disseny va ser la naturalesa dels propulsors. Almenys van ser quatre solucions que es van proposar, i es va optar finalment per la que preveia dos coets sòlids (en comptes d'un gran), a causa de menors costos de disseny (aspecte que va estar permanentment present en el disseny del transbordador).

### Desenvolupament
El desenvolupament del transbordador es va fer oficial el 5 de gener de 1972, quan el president Richard Nixon va anunciar que la NASA començaria a crear un sistema de transbordador reusable, de baix cost. A causa dels topalls de pressupost, el projecte ja estava condemnat a durar més del que s'havia anticipat originalment. No obstant això, el treball va començar ràpidament, i un parell d'anys després ja hi havia diversos articles de prova.
D'aquests, el més notable era el primer orbitador complet, que originalment es coneixeria com a "Constitution". No obstant això, una campanya massiva de cartes de fanàtics de la sèrie Star Trek va convèncer a la Casa Blanca de rebatejar l'orbitador com "Enterprise". L'Enterprise va fer el seu primer rodament el 17 de setembre de 1976 i va començar una sèrie de proves amb èxit que van ser la primera validació real del disseny.

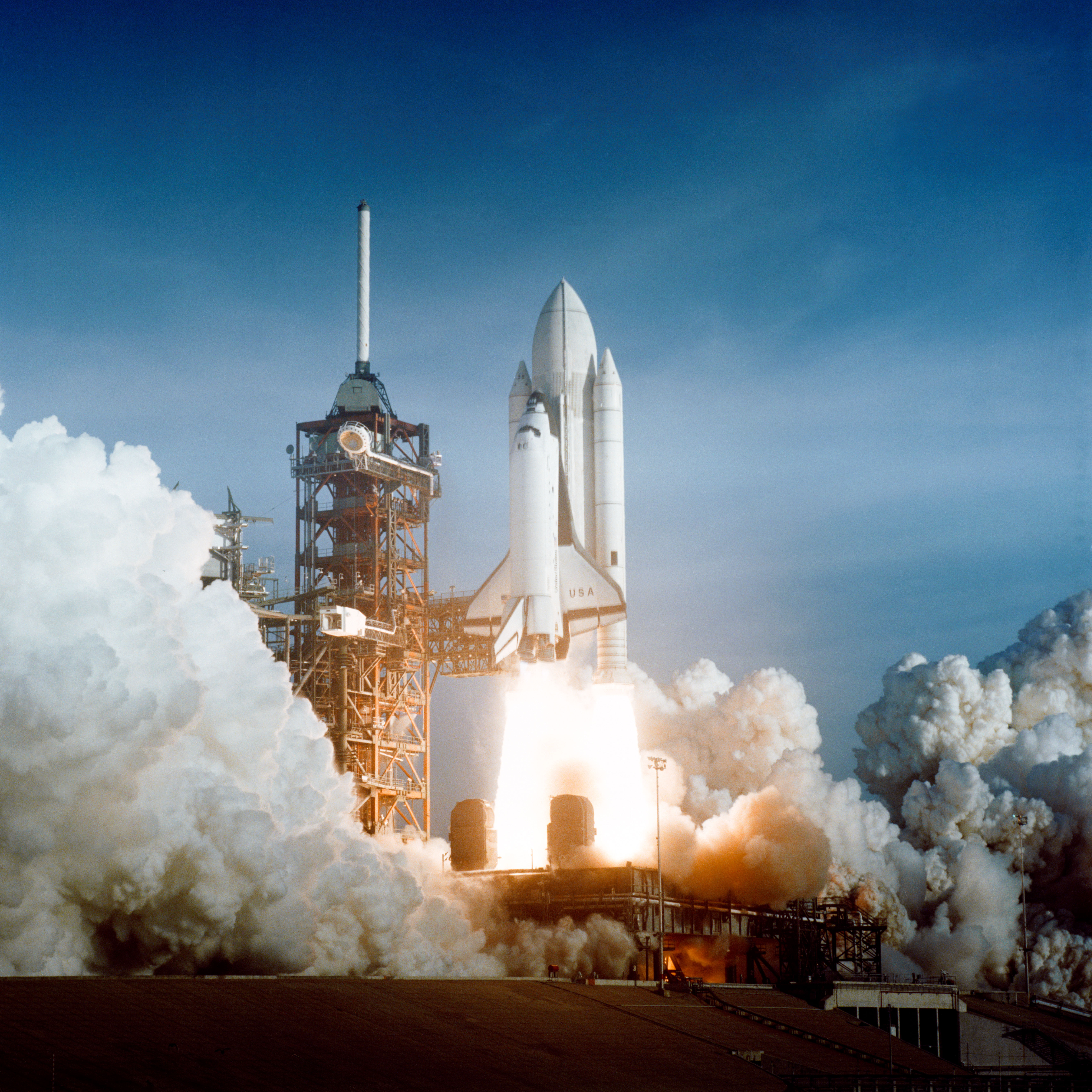
Llançament del Columbia (1981).

El primer orbitador completament funcional, el Columbia, va ser construït a Palmdale, Califòrnia, i enviat al Centre Espacial Kennedy el 25 de març de 1979. Dos tripulants anaven en el primer viatge del Columbia, el 12 d'abril de 1981. El juliol de 1982 el CEK va veure arribar al Challenger. El novembre de 1983 va arribar el Discovery, i l'Atlantis l'abril de 1985. Amb el temps, les tripulacions van ser creixent: La primera tripulació de cinc astronautes va ser en el STS-7 el 1983 i la de sis va ser en el STS-9 a final del mateix any. La primera tripulació de 7 persones va ser en el STS 41-C el 1984 i el rècord de vuit va ser el 1985 a bord del STS 61-A.
A causa de les grans tripulacions, els astronautes van ser dividits en dos grups: pilots, responsables del vol i manteniment de l'orbitador; i els especialistes de missió, encarregats dels experiments i de la càrrega útil. Finalment es va crear una altra categoria: els especialistes de càrrega, els quals no havien de fer necessàriament un curs d'astronauta. Aquests s'ocupaven d'experiments d'abord.
La segona part del projecte, l'anomenada Estació Espacial Llibertat, anunciada el 1984, es va convertir, amb modificacions i reduccions, en l'Estació Espacial Internacional. El matí del 28 de gener de 1986 el transbordador espacial Challenger va explotar 73 segons després de l'enlairament (missió STS-51-L). El problema es va deure a una fuita en una junta de segellat dels coets auxiliars. La tripulació de set persones van perdre la vida. Per reemplaçar-lo es va construir l'Endeavour, que va arribar el maig de 1991.

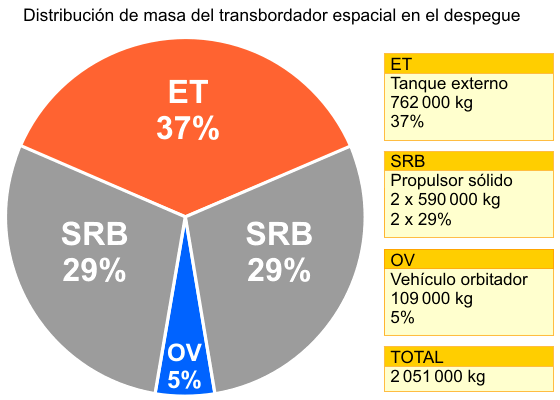
Distribució de la massa del transbordador espacial durant l'enlairament.

El 1995 el transbordador espacial va ser preparat per a la concepció de l'Estació Espacial Internacional, motiu pel qual va realitzar una sèrie d'acoblaments amb els russos en l'estació Mir. Finalment, i a causa dels retards per pressupost de l'agència espacial russa, es va donar iniciar la construcció de la ISS el 1998.
L'1 de febrer de 2003 un altre tràgic accident va sacsejar a la família de transbordadors espacials de la NASA en desintegrar-se el transbordador espacial Columbia en el cel durant la seva reentrada, quan tornava després de finalitzar amb èxit la missió STS-107.
La NASA va suspendre tots els vols de transbordadors programats mentre investigava el que havia succeït. El desastre del Columbia es va produir per un tros d'escuma que recobreix el tanc extern, que es va desprendre i va xocar contra l'ala del transbordador a uns 800 km/h, aquest el va colpejar i va produir un orifici que després resultaria fatal, ja que hi entraria el plasma que, produït pel fregament amb l'atmosfera, va fondre el transbordador.

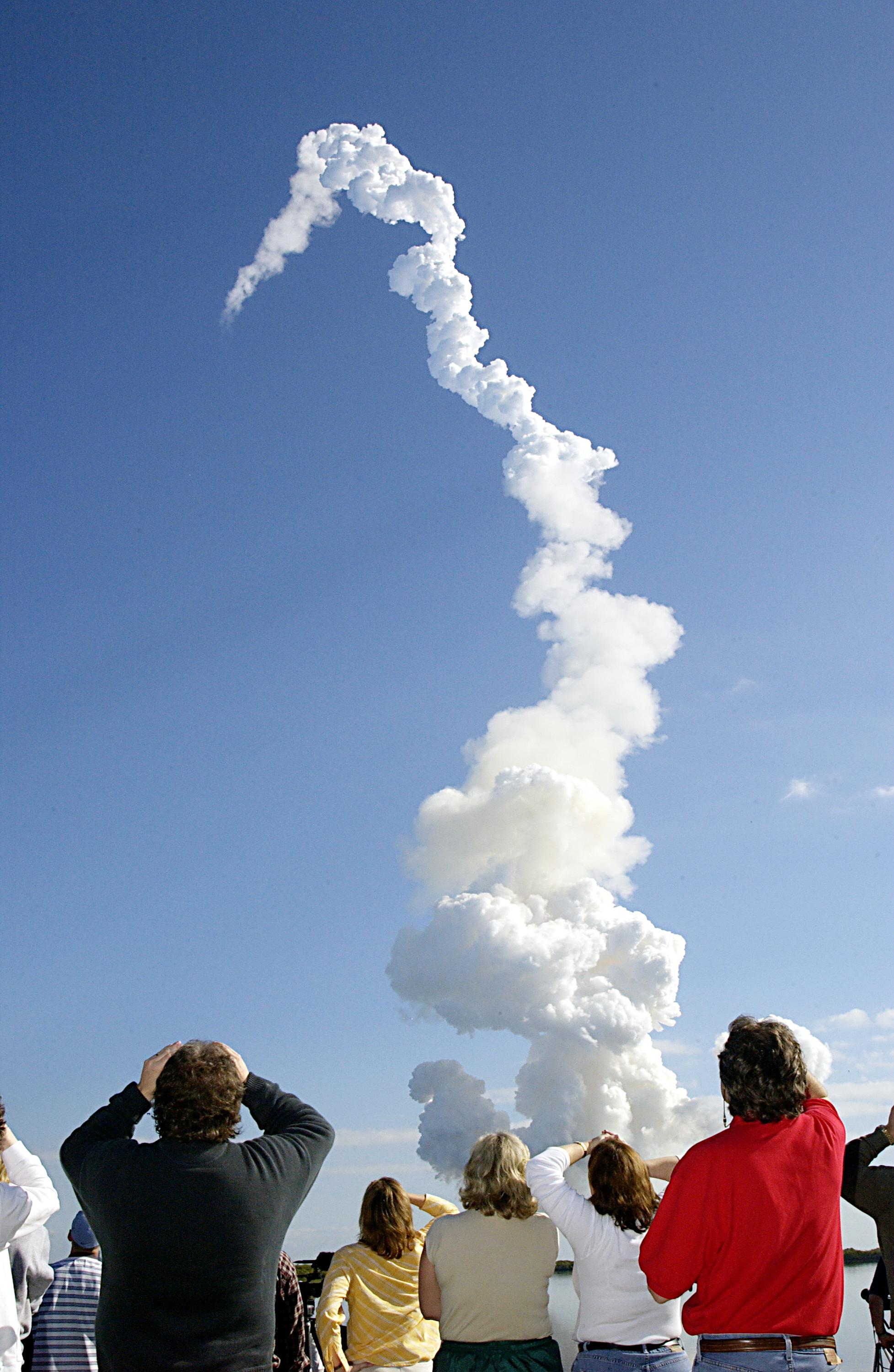
Últim enlairament del Columbia.

Els vols es van reiniciar amb l'enlairament del Discovery dos anys i mig després, el 26 de juliol de 2005, per dur a terme la missió STS-114. Es va realitzar sense haver solucionat per complet el problema del tanc extern, el Discovery va tornar a la Terra el 9 d'agost de 2005 a la Base Edwards a Califòrnia. La següent missió del Transbordador es va realitzar el juliol de 2006 amb el llançament del Discovery. La missió va comprendre un viatge a l'Estació Espacial Internacional i proves de seguretat.

### Conclusió
El transbordador ha requerit importants avanços tecnològics per al seu desenvolupament, incloent milers de llosetes de protecció tèrmica, capaces de resistir la calor de la reentrada en el curs de diverses missions, a més de sofisticats motors que puguin ser usats una vegada i una altra sense ser rebutjats. L'orbitador amb forma d'avió té tres d'aquests motors principals, els quals cremen hidrogen i oxigen líquid que estan emmagatzemats en el tanc extern. Alhora, fixats al tanc extern es troben dos coets de combustible sòlid o acceleradors anomenats SRB, en anglès Solid Rocket Boosters, els quals proveeixen la major part de l'embranzida durant l'enlairament. Els boosters s'apaguen i són llançats a l'oceà per ser recuperats, emplenats i preparats per al proper ús. Una vegada els coets de combustible sòlid han estat rebutjats, els tres motors principals de l'orbitador segueixen cremant el combustible del tanc extern fins a aproximadament els vuit minuts de vol.
El STS va introduir moltes eines que són utilitzades a l'espai: el sistema de manipulació remota, un braç de 15,24 metres de longitud construït per l'Agència Espacial Canadenca, és capaç de moure grans i pesats objectes cap a la zona de càrrega del transbordador, la qual mesura uns 18,29 metres de llarg. El mòdul Spacelab construït per l'Agència Espacial Europea (ESA), proveeix un laboratori presuritzat i completament equipat perquè els científics puguin realitzar diversos experiments, cobrint un ampli espectre de la investigació: des de l'astronomia, la creació de nous materials, l'observació de la Terra, l'estudi de fenòmens físics i fins a la investigació biomèdica.
La Unitat de Vol Maniobrable (MMU) permet als astronautes moure's lliurement a l'espai sense estar connectats al Transbordador valent-se d'uns petits coets fixats a l'estructura en forma de cadira per al desplaçament.
La majoria de les missions han estat científiques i de defensa. Entre els projectes científics més importants es destaca la posada en òrbita del telescopi espacial Hubble, la nau espacial Galileu que va realitzar importants descobriments, l'Observatori de Rajos Gamma i el transport de mòduls i proveïment per a la construcció de l'Estació Espacial Internacional (ISS).

## Flota de transbordadors espacials de la NASA

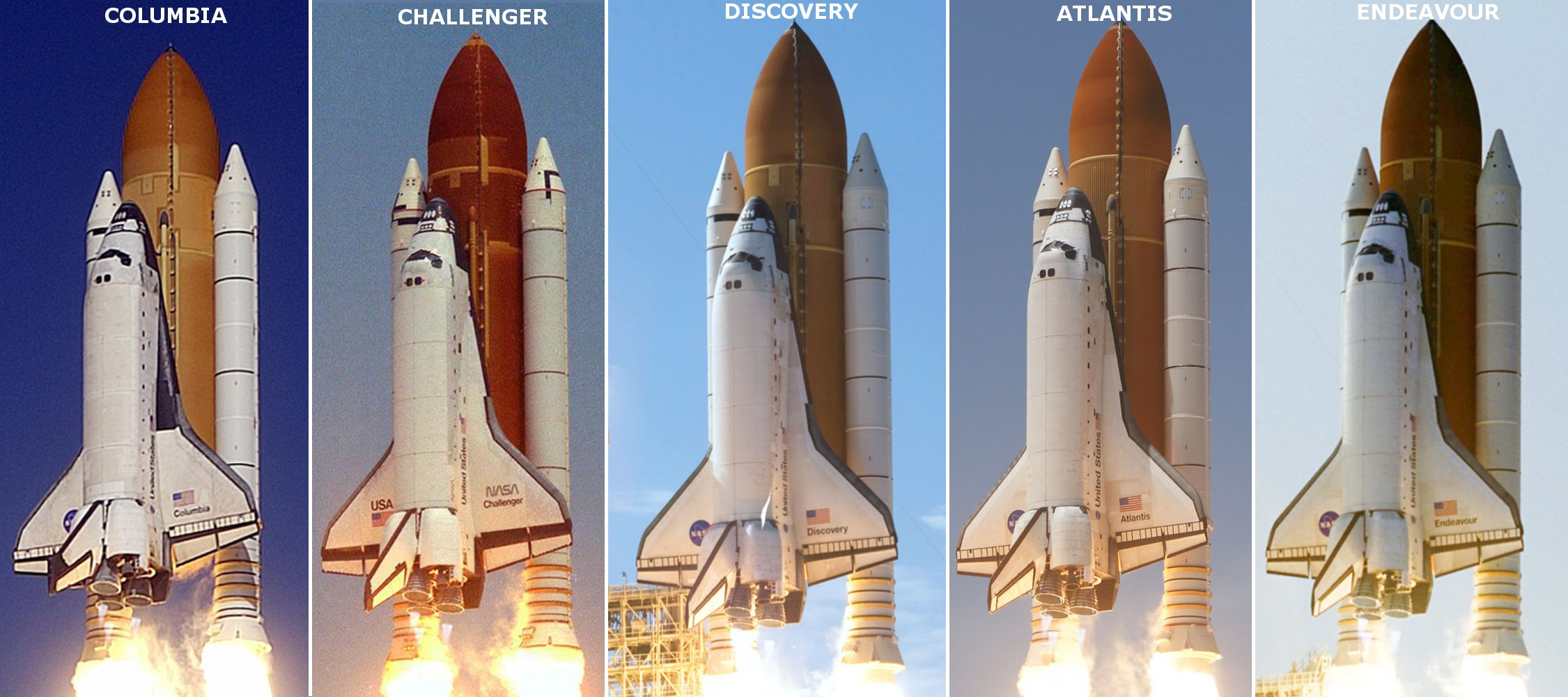
Els cinc transbordadors funcionals de la NASA durant alguns llançaments

Vehicles de prova, no aptes per a vols orbitalsTransbordador espacial Enterprise, Transbordador espacial Pathfinder
Perduts en accidentsTransbordador espacial Challenger, Transbordador espacial Columbia
Retirats del serveiTransbordador espacial Discovery, Transbordador espacial Atlantis, Transbordador espacial Endeavour

## Font de combustibles
El Transbordador té dues fonts de combustible: el Tanc Extern i dos Coets Acceleradors Sòlids, en anglès Solid Rocket Boosters (SRB). L'orbitador també emmagatzema combustibles hipergòlics que són usats durant l'estada a l'espai.

### Tanc extern

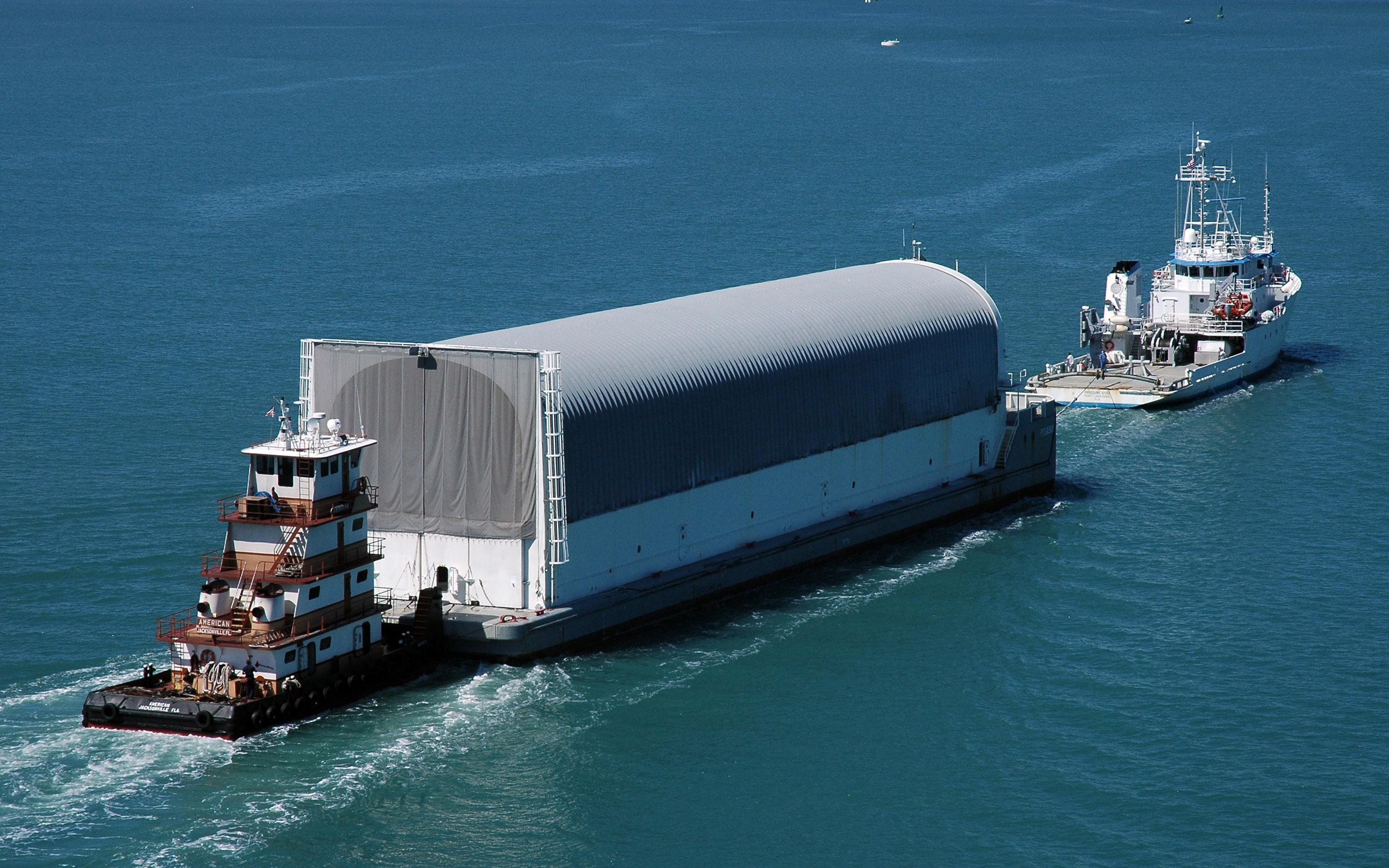
Llanxa a remolc traslladant el tanc extern a Cap Canaveral.

El Tanc extern arriba fins a l'Edifici d'Assemblatge de Vehicles en una enorme barca. Una vegada en aquesta instal·lació, és processat i col·locat en posició vertical per ser unit a l'orbitador.
El Tanc Extern és l'element més gran i més pesat del transbordador espacial. A més d'alimentar als tres motors principals de l'Orbitador, el Tanc compleix la funció d'espina dorsal del Transbordador en absorbir les càrregues d'embranzida durant el llançament. És ejectat als 10 s de l'apagat dels motors principals del transbordador, reentrant en l'atmosfera terrestre i impactant sobre l'oceà índic o pacífic, en funció del tipus de missió. No és reutilitzable.
En les dues primeres missions estava pintat de blanc però a partir de la STS-3 va deixar de pintar-se per reduir pes. Des de llavors presenta aquest color taronja tan característic.

### Els Motors Principals

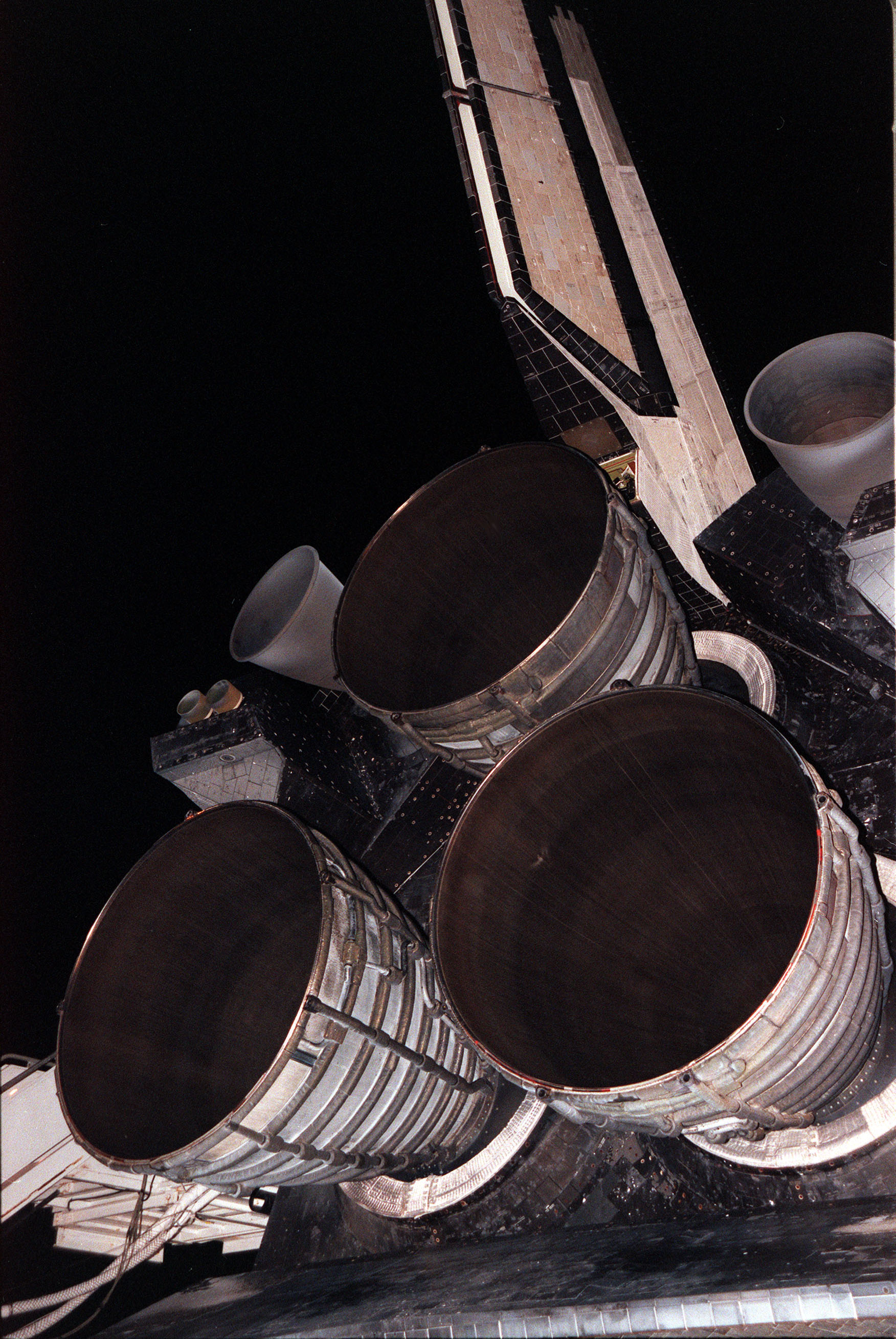
Motors principals del Columbia

Són tres, i proveeixen de l'embranzida necessària per aconseguir la velocitat de fuita. Els motors principals estan situats a la part inferior de l'orbitador i, abans de ser instal·lats en el mateix,han d'haver passat una prova d'encès al Centre Espacial Dennis a Mississipi des d'on són transportats en camió fins a l'edifici d'assemblatge del vehicle.
Els motors mesuren uns 4,2 m d'alçària i cadascun pesa unes 2 t. La potència que produeixen és gran: 12 milions de CV de potència, el necessari per proveir d'energia a 10.000 llars. L'element principal dels motors és la turbobomba la qual s'encarrega d'alimentar de propel·lent a la cambra de combustió. La potència de la turbobomba també és descomunal, ja que amb només la grandària d'un motor V-8 té la força de 28 locomotores, per la qual cosa, si arribés a explotar, enviaria una columna d'hidrogen a 58 km a la rodona. Quan s'encén, la turbobomba consumeix 1 t/s de combustible.
Els motors principals utilitzen oxigen líquid (LOX) i hidrogen líquid (LH2) que s'encenen a la cambra de combustió, que no mesura més de 25 cm de diàmetre a una temperatura de 3.300 °C que li dona una gran pressió. Una vegada són alliberats, els gasos calents són expulsats per la tovera. Després de la separació dels impulsadors, els motors principals segueixen encesos diversos minuts. Els motors principals són reutilitzables fins a 55 enlairaments i operen amb un rendiment màxim del 104%.

### Coets Acceleradors Sòlids

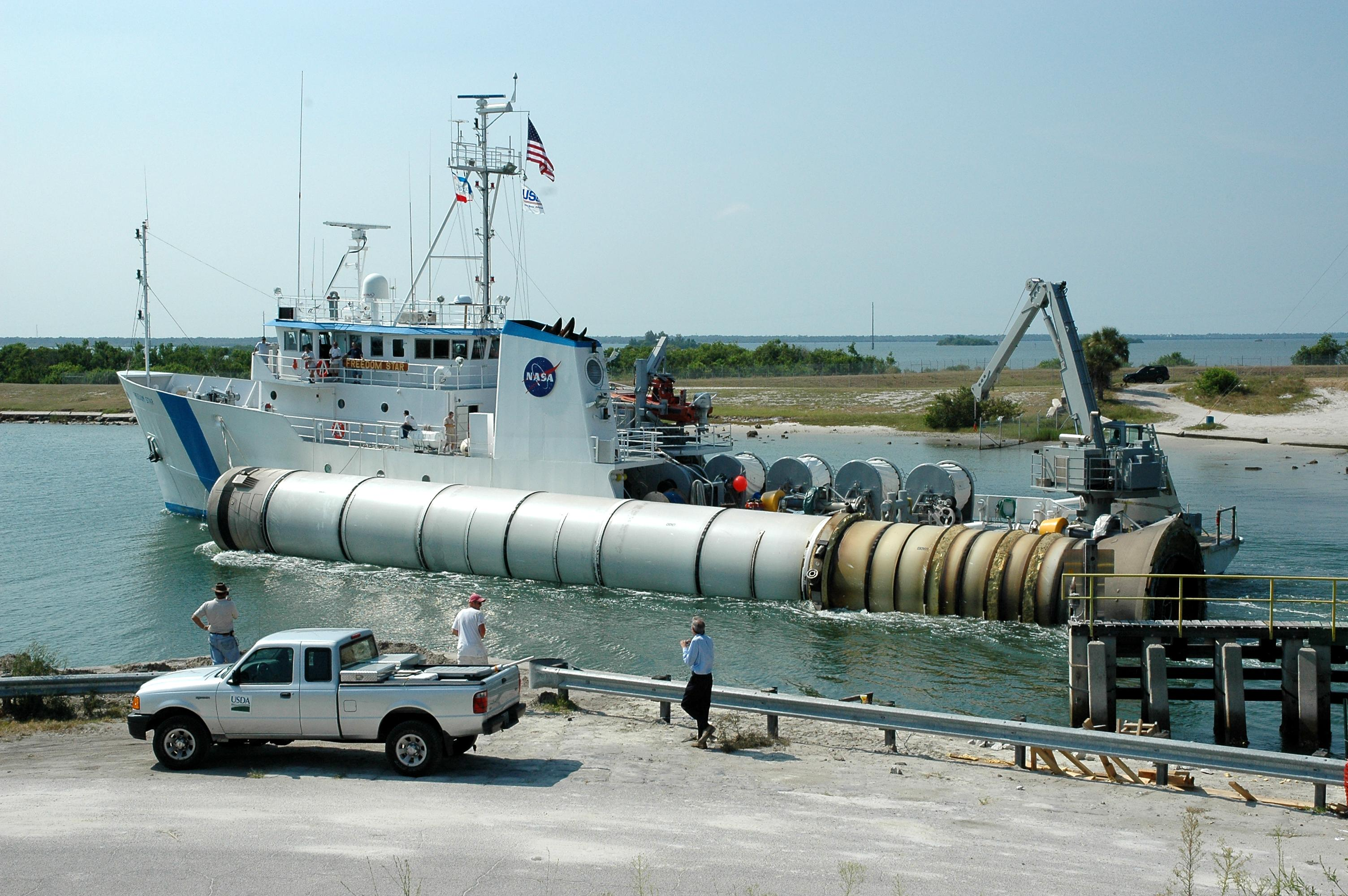
Coet accelerador sòlid de la missió STS-114 recuperat i transportat a Cap Canaveral.

El transbordador espacial utilitza el coet de propulsió sòlida més gran del món. Cada coet accelerador conté 453.600 kg de propel·lent en la forma d'una substància sòlida de consistència similar a la goma d'esborrar. El Coet Accelerador Sòlid (SRB) té quatre seccions centrals que contenen el propel·lent. La part superior té un buit en forma d'estel que s'estén fins a dos terços cap avall fins a prendre la forma d'un cilindre. Quan entren en ignició totes les superfícies exposades reaccionen violentament proveint l'impuls necessari. Una vegada que entren en ignició, no és possible el seu apagat. Cautilitza la forma d'estel del segment superior, l'eficiència d'impuls és molt major que amb una forma cilíndrica.
Després de proveir una embranzida equivalent a un terç del total, els SRBs se separen als 2:12 min de vol. Cauen a l'oceà Atlàntic, amb l'ajuda d'uns paracaigudes, d'on són rescatats i posteriorment reutilitzats.

## Propel·lents
El combustible utilitzat pel transbordador espacial prové del Tanc Extern i dels coets acceleradors o també coneguts com a Boosters en aglès. El propel·lent emprat en els boosters és perclorat d'amoni i té una consistència sòlida; respecte al Tanc Extern, aquí succeeix el contrari, ja que està dividit en dos tancs, el superior conté oxigen líquid (LOX) i el segon tanc conté hidrogen líquid (LH2) els quals es barregen a la cambra de combustió dels motors principals del transbordador espacial proveint la combustió.
Una característica important dels combustibles és el seu impuls específic, el qual és utilitzat per mesurar l'eficiència dels propel·lents dels coets en termes de segons. Com més alt és el nombre, més calent és el propel·lent.
La NASA utilitza quatre tipus de propel·lents: petroli, criogènics, hipergòlics i sòlids.
El petroli és en realitat un tipus de querosé similar al cremat en llums i estufes. No obstant això, en aquest cas es tracta d'un tipus anomenat RP-1 (Petroli Refinat) que és cremat amb oxigen líquid (oxidant) per proveir d'impuls. L'RP-1 només s'utilitza en els coets Delta, Atles-Centaure i també va ser utilitzat a les primeres etapes del Saturn IB i el Saturn 5.
Al programa del Transbordador no s'utilitza el petroli, excepte per a etapes de satèl·lits. En l'enlairament, el transbordador espacial utilitza el tipus criogènic i sòlid, mentre que en òrbita fa ús dels tipus hipergòlics.

### Criogènics
Els motors criogènics es basen en la unió d'oxigen líquid (LOX), que és utilitzat com a oxidant, i hidrogen líquid (LH2) que és el combustible. El LOX roman en estat líquid a –183 °C i el LH2 a –253 °C.
En el seu estat gasós, l'oxigen i l'hidrogen tenen densitats tan baixes que serien necessàries importants mesures al tanc per al seu emmagatzematge, per això han de ser refredats i comprimits per ser emmagatzemats en els tancs dels coets. A causa de la contínua tendència dels criogènics a tornar al seu estat natural, (és a dir, gasós) el seu ús és menys freqüent en els coets militars a causa que aquests han de romandre a les bases de llançament durant llargs períodes.
Malgrat les dificultats que impliquen per al seu emmagatzematge, la combinació LOX-LH2 té una gran eficiència. L'hidrogen té una potència un 40% major que altres combustibles sent molt lleuger amb una densitat de 0,071 g/cm³. L'oxigen és 16 vegades més dens aconseguint 1,14 g/cm³ de densitat.
Els motors d'alta eficiència a bord de l'orbitador utilitzen hidrogen i oxigen líquid aconseguint un impuls específic de 455 segons, la qual cosa és un gran avanç respecte als motors F-1 del Saturn 5, que arribaven a 260 s. Les cèl·lules de combustible a bord de l'orbitador usen aquests dos líquids per produir energia elèctrica en un procés conegut com a electròlisi inversa. La crema del LOX amb LH2 es produeix sense produir gasos tòxics deixant només com a subproducte vapor d'aigua.

### Hipergòlics
Els hipergòlics són combustibles i oxidants que entren en ignició quan entren en contacte, per la qual cosa no necessiten una font d'ignició. Aquesta capacitat d'encès els fa especialment útils en sistemes de maniobres, tant tripulats com no tripulats. Un altre dels seus avantatges és l'emmagatzematge, ja que no necessiten temperatures extremadament baixes com els criogènics.
El combustible és monometilhidracina (MMH) i l'oxidant és tetraòxid de nitrogen (N₂O₄). La hidracina és un compost de nitrogen i hidrogen amb una olor molt forta similar a l'amoníac. El tetraòxid de nitrogen és de color vermellós i té una olor repugnant. A causa que tots dos són altament tòxics, el seu tractament es realitza sota condicions de seguretat extrema.
L'orbitador utilitza hipergòlics per al Sistema de Maniobrament Orbital (OMS) per la inserció en òrbita, maniobres orbitals i sortida d'òrbita. El sistema de control de reacció utilitza hipergòlics per al control d'actitud.
L'eficiència de la combinació MMH/N₂O₄ en l'orbitador és de 260 a 280 segons en el SCR i 313 segons en l'OMS. La major eficiència de l'OMS s'explica per la major expansió de les toveres i les elevades pressions a les cambres de combustió.

### Sòlid

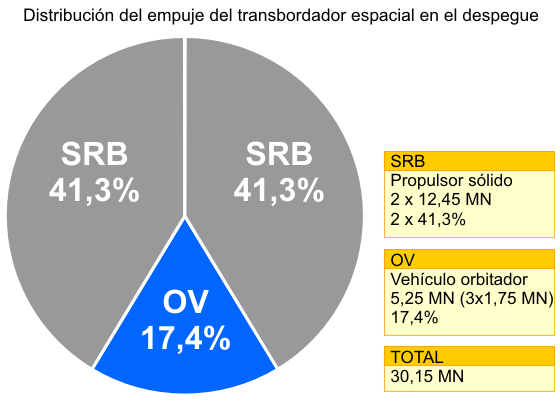
Distribució de l'embranzida del Transbordador Espacial durant l'enlairament.

Els propel·lents sòlids són els més simples de tots. El seu ús no requereix turbobombes o complexos sistemes d'alimentació de propel·lents. La seva ignició es produeix amb un llarg doll de flames produït des de la punta del coet, la qual cosa produeix l'encesa immediata. Els combustibles sòlids, compostos per un metall i diferents barreges químiques són més estables i permeten un millor emmagatzematge. D'altra banda, el gran desavantatge que presenten és que els propel·lents sòlids, una vegada encesos, no poden apagar-se.
Els propel·lents sòlids s'empren en una gran varietat de naus i sistemes com el Mòdul d'Assistència de Càrrega (PAM) i en l'Etapa Superior Inercial (IUS) que proveeixen l'impuls necessari perquè els satèl·lits aconsegueixin òrbites geosincròniques o per entrar en òrbites planetàries. L'IUS s'utilitza en el transbordador espacial.
Un propel·lent sòlid sempre posseeix la seva pròpia font d'oxigen. L'oxidant del propel·lent sòlid del transbordador espacial és perclorat d'amoni, que constitueix el 63,93% de la barreja. El combustible és una forma d'alumini en pols (16%) amb un oxidant de ferro en pols (0,07%) com catalitzador. El fixador que manté a la barreja unida és àcid acrilonitril polibutadiè (12,04%). A més, la barreja conté un agent de protecció epoxy (1,96%). Tant el fixador com l'agent epoxy es cremen juntament amb la resta del propel·lent, contribuint a l'embranzida.
L'impuls específic dels SRB del transbordador espacial és de 242 segons a nivell del mar i 268,6 segons en el buit.

## Instal·lacions de la NASA per al programa del transbordador espacial
El Centre Espacial Kennedy és el centre principal de la NASA per a les proves, revisions mèdiques i llançaments del transbordador espacial i les seves càrregues. El centre també és un dels llocs d'aterratge del Transbordador.
Els Transbordadors desenganxen del Complex de Llançament 39 situat sobre Merrit Island, Florida, al nord de Cap Canaveral. Les instal·lacions del complex 39 han sofert modificacions des de l'època de les missions Apollo per poder adaptar-se a la tecnologia del Programa del transbordador espacial.

### Instal·lació d'aterratge del Transbordador
La pista d'aterratge per al transbordador espacial és una de les més grans del món. La pista del Centre Espacial Kennedy està situada a uns tres quilòmetres al nord-oest de l'edifici d'assemblatge, en un alineament nord-oest/sud-est. La pista d'aterratge té el doble de longitud que les pistes dels aeroports comercials. Mesura aproximadament uns 4.752 m de llarg i 91,4 metres d'ample, i té 406 mil·límetres de gruix al centre. En cada extrem hi ha un espai de 305 metres per a propòsits de seguretat. A cada costat de la pista corren uns petits solcs de 0,63 cm d'ample i profunditat.
A causa que l'orbitador, una vegada que ha reentrat en l'atmosfera, manca d'un sistema de propulsió propi, ha de valer-se de la suspensió aerodinàmica proveïda per l'aire. La velocitat d'aterratge varia entre 343 i 364 quilòmetres per hora.
Per aconseguir un aterratge perfecte, l'orbitador necessita ajuda de navegació, que es troba tant a terra com a bord de la mateixa nau. L'escàner de rajos microones del sistema d'aterratge serveix per a l'acostament final i dirigeix l'orbitador a un punt determinat de la pista.

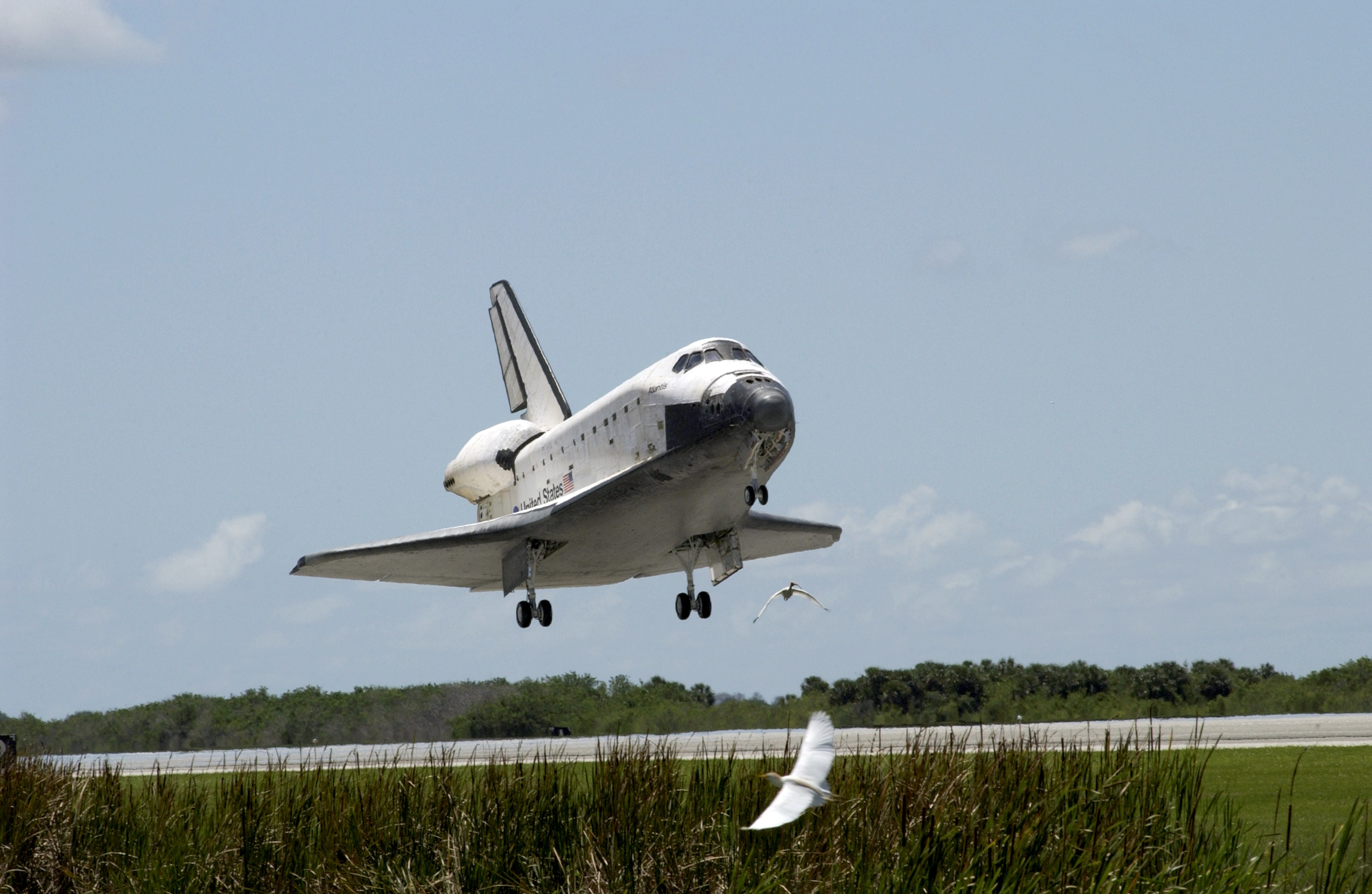
Aterratge del transbordador Atlantis.

Els aterratges es realitzen de nord-oest a sud-est (Pista 15) o de sud-est a nord-est (Pista 33). La pista no és perfectament plana, ja que té un pendent de 61 cm des de la línia central fins a la vora. Aquest pendent, juntament amb els solcs, constitueix un efectiu mètode de dispersió de l'aigua. Els solcs, a més, són d'utilitat per a la resistència al lliscament superficial. Les modificacions posteriors de la pista d'aterratge van augmentar la seva longitud, per la qual cosa actualment mesura uns 5.182 metres de llarg.

### Instal·lació de processament de l'orbitador
Hores després d'haver aterrat l'orbitador és transportat fins a l'edifici de processament al centre espacial. L'edifici té tres hangars, cadascun de 60 m de llarg, 46 m d'ample i 29 m d'alt, que ocupen una àrea de 2.694 m². L'hangar inferior connecta als hangars 1 i 2. Té 71 m de llarg, 30 d'ample i prop de 8 m d'altura. L'hangar 3 està situat al nord i a l'est de les dues primeres; té a més un hangar inferior adjacent.
Altres annexos i estructures proveeixen de l'espai necessari per realitzar el manteniment de l'orbitador. Cada hangar superior està acompanyat d'un braç grua de 27 t de pes amb una altura aproximada de 20 m. Una sèrie de plataformes, un pont d'accés principal i dos ponts mòbils motoritzats proveeixen els accessos a l'orbitador. Els hangars superiors tenen un sistema de fuita d'emergència en cas que es produeixi la fuita d'hipergòlics. L'hangar inferior té equips elèctrics, mecànics, una sala de comunicacions, oficines i sales de supervisió del control. Tots els hangars tenen sistemes de protecció en cas d'incendi.
El control post-vol i millores, a més de la instal·lació de càrregues en posició horitzontal, es realitza en aquest edifici. Els satèl·lits col·locats en posició vertical normalment són instal·lats a la plataforma de llançament.
Després del processament, l'orbitador és remolcat fins a l'edifici d'assemblatge a través de la gran porta a l'extrem nord de l'hangar superior.

### Instal·lació del sistema de protecció tèrmica

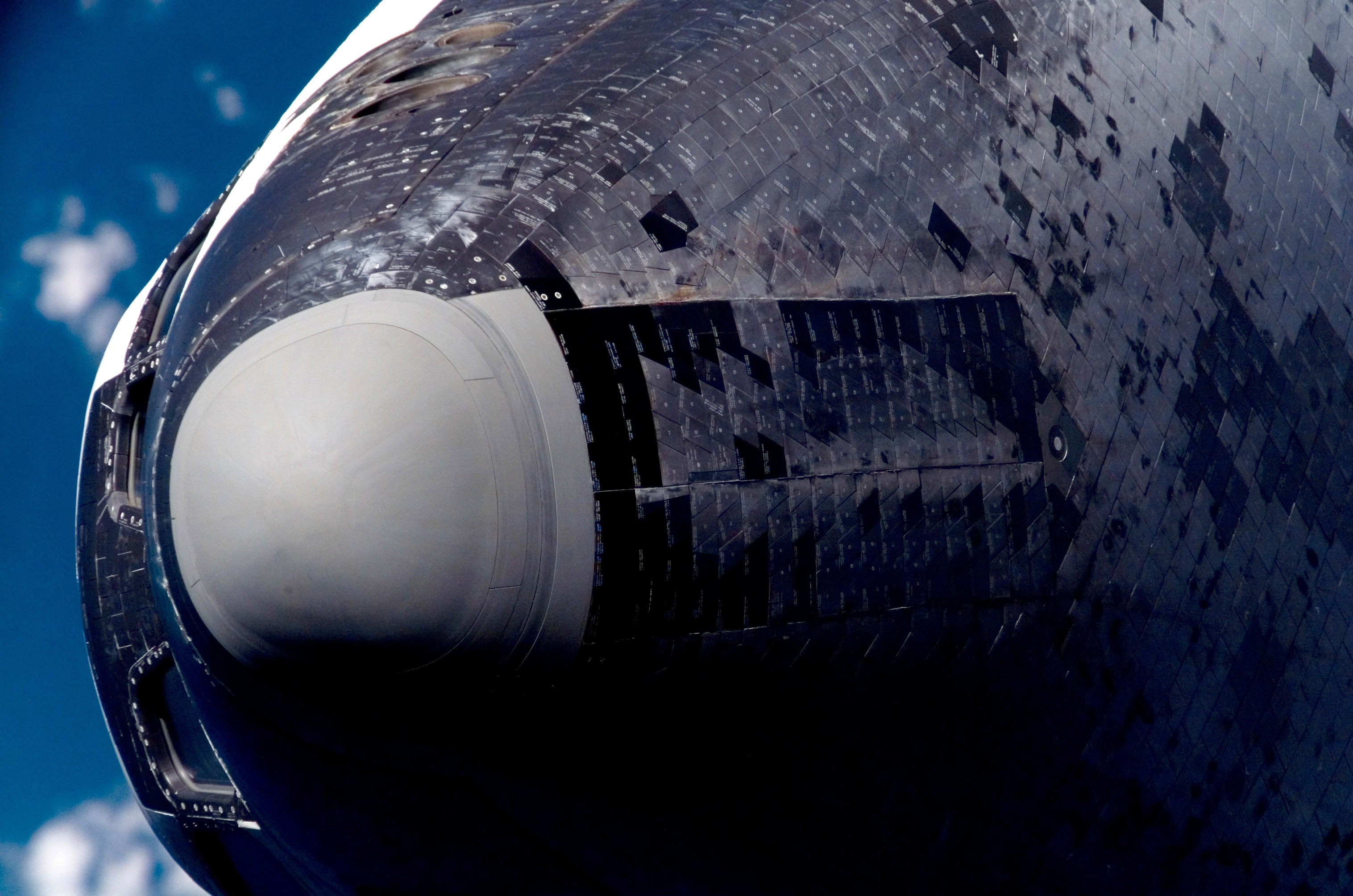
L'Endeavour, es pot apreciar el recobriment de llosetes tèrmiques del transbordador.

Un sistema de protecció tèrmica, compost d'una xarxa de llosetes, filtres i mantes d'aïllament, protegeixen l'interior de cada orbitador de la calor produïda en l'enlairament i durant la reentrada, a més de les baixes temperatures de l'espai. Aquests materials poden resistir algun dany dins del temps de vol i han de ser inspeccionats, reparats o algunes vegades reemplaçats per a la propera missió.
La reparació i l'elaboració final dels materials del sistema de protecció tèrmica pren lloc a la instal·lació d'aquest sistema, un edifici de 2 pisos amb una àrea de 4.088 metres quadrats. L'edifici està situat creuant el carrer des del complex de processament de l'orbitador.

### Instal·lació de Logística
El Complex de Logística, amb una àrea de 30.159 metres quadrats està situat al sud de l'edifici d'assemblatge. Conté prop de 160.000 parts de recanvis del transbordador espacial i més de 500 treballadors de la NASA i d'empreses contractades. Una de les característiques destacables d'aquest edifici és l'existència del sistema de recuperació de parts, el qual automàticament troba i retira parts específiques del Transbordador.

### Instal·lacions de processament dels Coets Acceleradors Sòlids
Després de 2 minuts del llançament, els SRB se separen del tanc extern gràcies a l'encesa de retrocoets i obren els seus paracaigudes per caure al nord de l'oceà Atlàntic on són rescatats per vaixells especials que els transporten fins a l'estació de la Força Aèria de Cap Canaveral.

#### Instal·lació per al desarmat del Coet Accelerador Sòlid
Correspon a l'àrea al voltant de l'hangar AF que al costat de l'edifici formen la instal·lació del desarmat del Coet Accelerador. Elevadors especials darrere de l'hangar AF eleven als SRB de l'aigua. Allí passen per un rentat inicial i cada coet és separat en les seves quatre seccions i els assemblatges superiors i inferiors. Els segments principals són retornats al complex de llançament al Centre Espacial Kennedy a bord de vehicles sobre rails per ser enviats al fabricador i la recàrrega del propel·lent.

#### Instal·lació pel reacomodament i assemblatge del coet accelerador sòlid
El reacomodament i la instal·lació de les seccions superior i inferior es duu a terme en aquest edifici situat al sud de l'edifici d'assemblatge. Aquest complex està format per cinc edificis: construcció, enginyeria, servei, prova de la secció inferior o prova de foc i la instal·lació de refredament. L'edifici, de tres pisos per a la construcció, compta amb sistema de control automàtic, una grua de 24 X 61 metres en l'hangar superior i tres robots grues, estan aquests últims entre els més grans del món.

#### Instal·lació per al procés de rotació i sortida
Situada al nord de l'edifici d'assemblatge, aquesta instal·lació rep els segments dels SRB carregats amb propel·lent a través d'un sistema ferri des del fabricant. El complex inclou un edifici de processament i dos edificis de despatx. La inspecció, rotació i l'armat de la part inferior del booster ocorre a l'edifici de processament. Els altres dos edificis de despatx serveixen per a l'emmagatzematge dels segments carregats amb propel·lents i romanen allí fins que són transportats a l'edifici d'assemblatge per ser integrats a les altres parts de l'impulsador, llestes per al següent vol.

#### Instal·lació pel reacomodament del paracaigudes
Després que els dos boosters caiguin a l'Oceà Atlàntic, dues embarcacions els recuperen i també retiren els paracaigudes, que són enrotllats en enormes corrons, els quals són enviats a aquesta instal·lació. Una vegada allí, els paracaigudes són rentats, assecats i emmagatzemats en tancs per a un ús futur.

#### Edifici d'assemblatge de vehicles

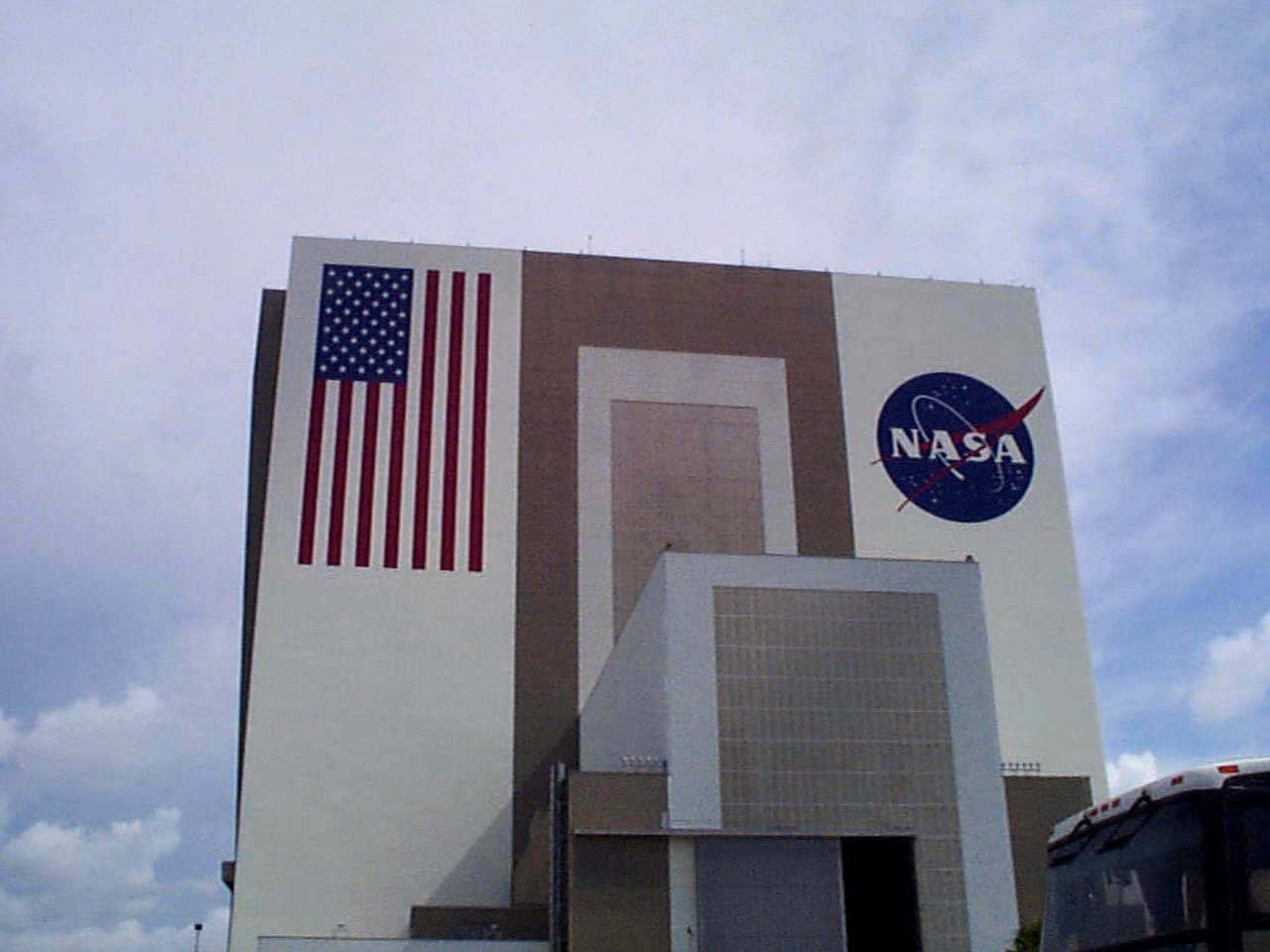
Edifici d'assemblatge de vehicles.

Aquí, els boosters són units al tanc extern i a l'orbitador per ser transportats fins a la plataforma de llançament. Una vegada que l'assemblatge del transbordador espacial està complet, s'obren les enormes portes de l'edifici per permetre l'entrada del transportador eruga, que es desplaça sota la Plataforma Llançadora Mòbil i els porta -amb el Transbordador assemblat- fins al lloc de llançament.

## Centre de control de llançament

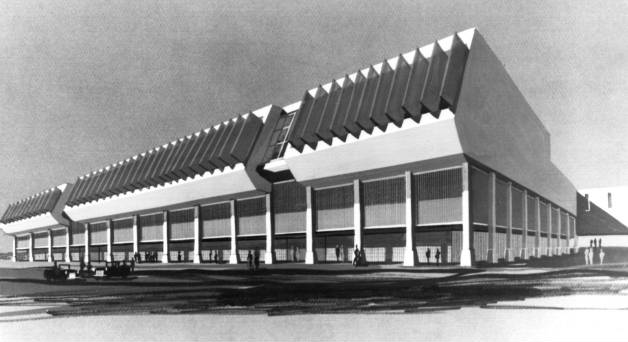
Centre de control de llançament.

És un edifici de quatre pisos connectat a la part oriental de l'edifici d'assemblatge a través d'un elevat pont tancat. El centre de control compta amb dues sales d'operacions i altres dues de suport cadascuna equipada amb el sistema de processament de llançament -un sistema automàtic d'operació computaritzada- el qual monitoreja i controla l'assemblatge del transbordador espacial, el control i les operacions de llançament.
El compte regressiu per al transbordador espacial presa al voltant de 43 h gràcies al sistema de processament de llançament, d'una altra manera, portaria més de 80 h, com en les missions Apollo.
D'altra banda, l'ús del sistema de processament de llançament requereix la presència de 225 a 230 persones a la sala de llançament, a diferència de les missions Apollo que requerien prop de 450 persones.
Una vegada els coets de propulsió sòlida s'encenen en l'enlairament, el control passa automàticament al centre de control de missió al Centre Espacial Johnson a Houston, Texas.

## Equip transportable i instal·lacions

### Plataforma llançadora mòbil

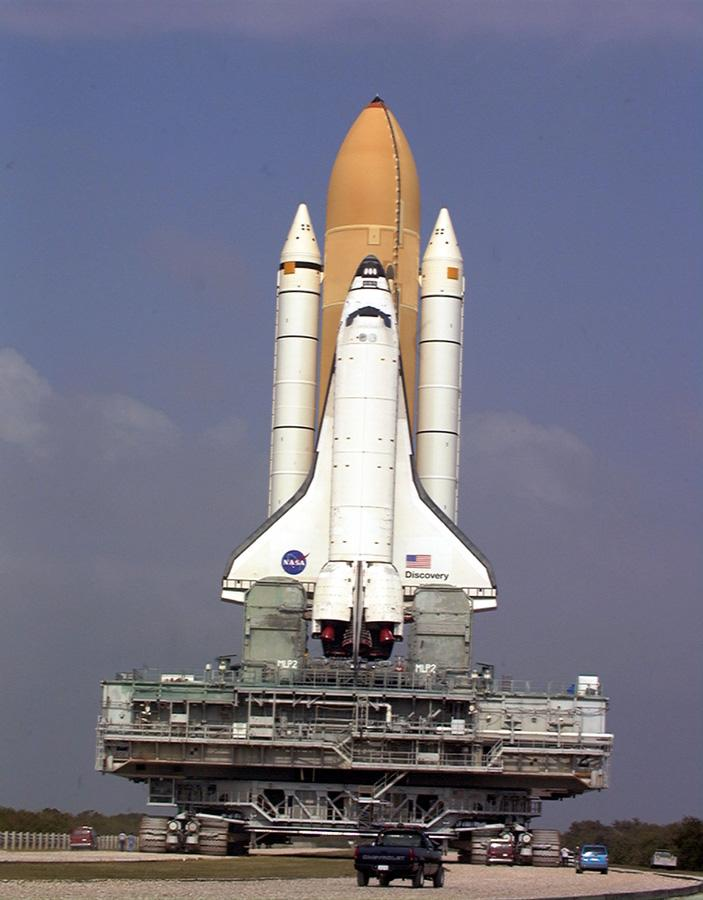
El transbordador espacial Discovery sobre la Plataforma de Llançadora Mòbil.

És una estructura d'acer de dos pisos que proveeix d'una base de llançament transportable per al transbordador espacial. El cos principal de la plataforma té 7,6 m d'altura, 49 m de llarg i 41 m d'ample. La plataforma descansa sobre sis pedestals de 6,7 m d'altura.
Sense ser carregada, una plataforma pesa al voltant de 3.730 t. Amb un Transbordador sense combustible, pesa unes 5.000 t.
El cos principal de la plataforma té tres sortides: una per als gasos expel·lits pels coets de propulsió sòlida i una altra situada en el mitjà, per als tres motors principals.

Sobre l'estructura hi ha dos dispositius de grandària considerable a cada costat del buit de fuita dels motors principals. Aquests dispositius denominats "mastelers de servei posterior" proveeixen de diverses connexions umbilicals a l'orbitador incloent una línia d'oxigen líquid a través d'una línia d'hidrogen líquid a través de l'altre. Aquests combustibles criogènics són alimentats al tanc extern a través d'aquestes connexions des de la plataforma. Al moment de llançament aquests umbilicals són retrets fins als mastelers, on són protegits de les flames dels motors per una coberta giratòria.
Cada masteler té 4,5 m de llarg, 2,7 m d'ample i s'eleven a uns 9,4 m d'altura sobre el pis de la plataforma.
Altres umbilicals transporten heli i nitrogen, a més d'energia elèctrica i enllaços de comunicació.

Vuit perns, quatre a cada base de l'els SRB sostenen al transbordador espacial sobre la plataforma llançadora. Aquests perns encaixen amb altres perns oposats sobre els dos buits de fuita dels SRB. La nau es desconnecta de la plataforma mitjançant pirotècnia que trenca els enllaços d'aquests perns.
Cada plataforma llançadora conté dos nivells interns que proveeixen d'equips elèctrics, de prova i de càrrega de propel·lentes.

### Transportador Eruga

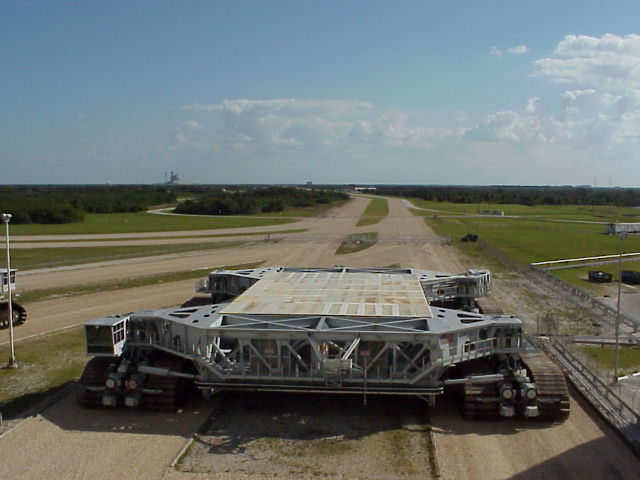
Transportador eruga.

Aquests vehicles especials transporten al transbordador espacial muntat sobre la plataforma llançadora des de l'edifici d'assemblatge fins a la zona de llançament. Es tracta de dos erugues (nom donat als vehicles la tracció dels quals es dona sobre corretges mòbils com la dels tancs de guerra) que tenen 6,1 metres d'altura, 40 m de llarg i 34,7 m d'ample. Cadascuna pesa unes 2.700 t sense càrrega. Un vehicle d'aquest tipus té sis erugues amb 57 seccions cadascuna. Cada conjunt de rodes contingut en l'eruga pesa uns 907 kg.
La velocitat màxima de l'eruga amb el transbordador a bord és d'1,6 km/h, mentre que sense càrrega té una velocitat màxima de 3,2 km/h.
L'eruga té un sistema d'anivellació per contrarestar els 5 graus d'inclinació fins al lloc de llançament i posseeix a més, un sistema de rajos làser que li permet situar-se en una posició precisa.
Cada eruga és impulsada per dos motors dièsel de 2.750 CV. Els motors controlen uns generadors de 1.000 kW que proveeixen d'energia elèctrica als 16 motors de tracció.

#### Camí del transportador eruga

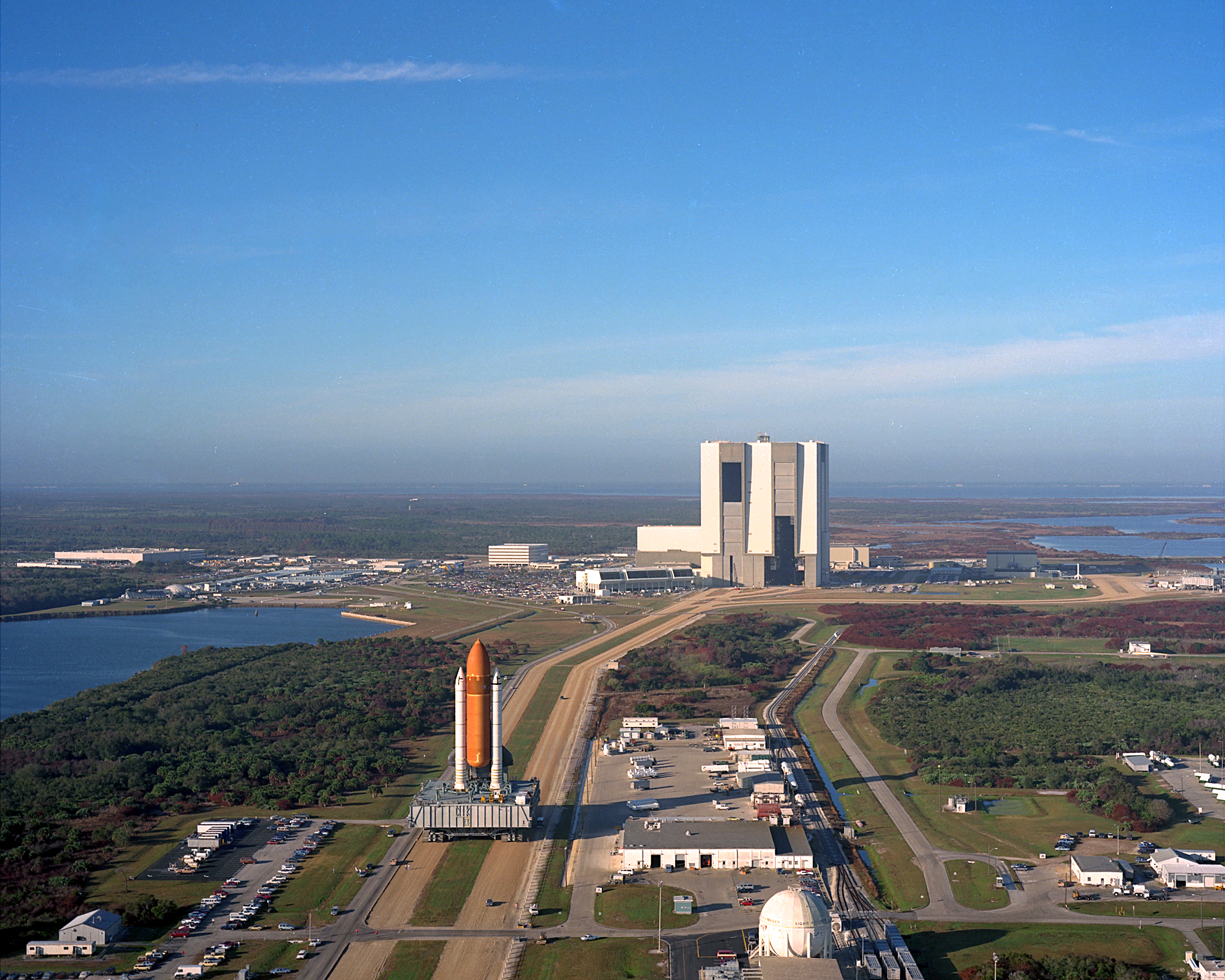
Camí del Transportador Eruga.

Una carretera de 39,6 m d'ample és usada pel transportador eruga en un trajecte des de l'edifici d'assemblatge fins a la plataforma de llançament, que estan separats per uns 4,8 km. La distància des de l'edifici d'assemblatge a la Plataforma 39A és d'uns 5,5 km i a la Plataforma 39B, d'uns 6,8 km.

### Contenidor de càrrega
Aquest contenidor instal·la les càrregues útils en sentit vertical i opera en diverses instal·lacions. En la instal·lació de processament de l'orbitador serveix per les càrregues de posició horitzontal.
Cada contenidor està segellat hermèticament i pot portar càrregues de fins a 4,5 m de diàmetre i 18,3 m de longitud. El pes màxim que permet és d'aproximadament 22,68 t.

### Transportador del contenidor de càrrega
És un camió de 48 rodes que pot transportar el contenidor sia en posició vertical o horitzontal. El Transportador té uns 19,8 m de llarg i 7 m d'ample, amb una plataforma que pot ser elevada o baixada des d'1,5 m fins a 2,1 m.
Cada roda té un eix independent que li permet desplaçar-se lliurement en qualsevol direcció. Un motor diésel impulsa el transportador en les activitats exteriors, però quan està dins d'una instal·lació funciona amb un motor elèctric.
Quan està completament carregat té una velocitat màxima de 8 km/h, però també es pot desplaçar a velocitats de l'ordre de 0,636 centímetres per segon (o, cosa que és equivalent: 0,022 km/h) per a les càrregues que necessiten un moviment de precisió.

## Plataformes de llançament 39A i 39B
Les plataformes A i B del Complex de Llançament tenen una grandària gairebé octogonal. Cadascuna cobreix una àrea de 0,65 km². La part central de la Plataforma A està situada a uns 14,6 metres sobre el nivell del mar, i la Plataforma B a 16,8 m. Abans de la tornada a vols el 1988, després de la tràgica missió del Challenger, el Complex va sofrir 105 modificacions. Les modificacions van ser realitzades per millorar la inspecció dels sistemes.
La part superior de cada Plataforma mesura 119 X 99 m. Les dues estructures principals de cada plataforma de llançament són l'Estructura de Servei Fixa i l'Estructura de Servei Giratòria.

### Estructura de servei fixa
Està situada al nord de cada plataforma de llançament. És una estructura oberta de prop de 12,2 metres quadrats. Una grua a la part superior proveeix d'accés per a les operacions pro-llançament. L'estructura té 12 pisos de treball a intervals de 6,1 m cadascun. L'altura de l'estructura és de 75 m. Mentre que l'altura fins a la grua superior és de 81 m, per sobre de tot es troba el parallamps: una estructura cilíndrica de fibra de vidre amb una longitud de 24 m. Amb el parallamps, l'estructura té una altura de 106 m.
L'estructura fixa té tres braços de servei:

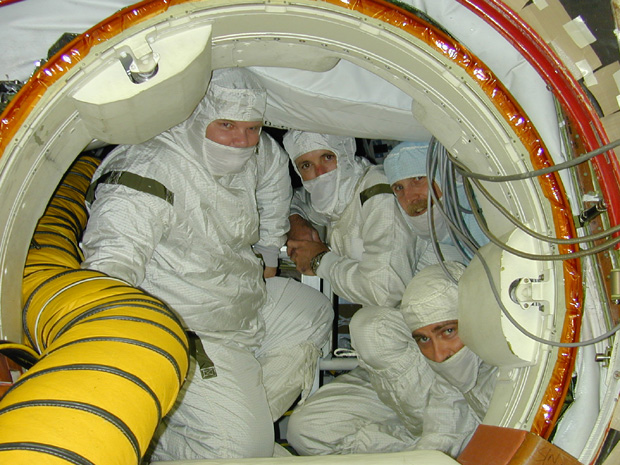
Enginyers en l'escotilla de l'orbitador.

- Braç d'accés a l'orbitador: aquest braç s'estén per permetre l'accés de personal especialitzat al compartiment de la tripulació de l'orbitador. La part extrema d'aquest braç comprèn una secció anomenada -cambra blanca-. Aquesta petita cambra permet l'accés d'un màxim de sis persones i permet l'accés a l'escotilla a través de la qual els astronautes se situen en les seves posicions.

El braç d'accés roman en posició estesa fins als 7 min 24 s previs al llançament per proveir una sortida d'emergència a la tripulació. Mesura 19,8 m de llarg, 1,5 m d'ample i 2,4 m d'altura. Aquest braç està fixat a l'Estructura de Servei Fixa a un nivell de 44,8 m sobre la superfície.
En cas d'emergència, el braç pot ser estès mecànica o manualment en prop de 15 s.

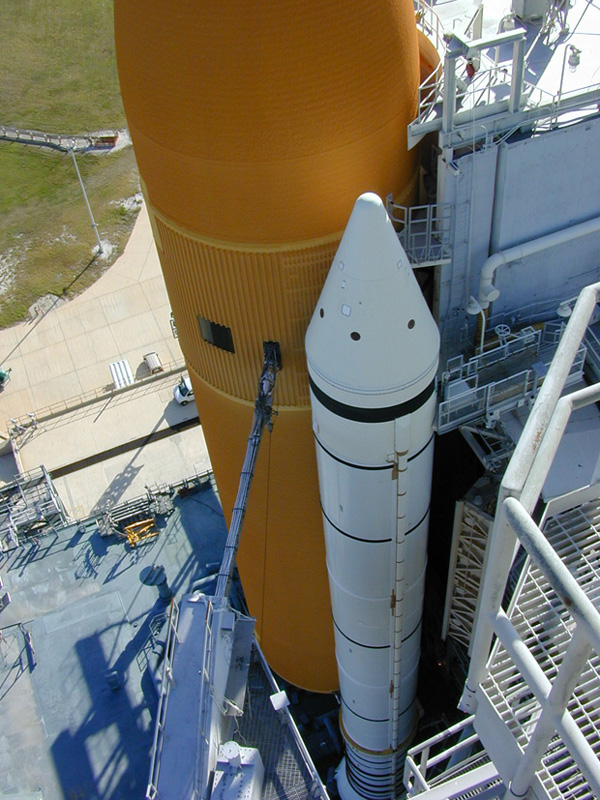
Connexió umbilical al tanc extern.

- Braç de línia d'accés per la ventilació d'hidrogen del tanc extern: aquest braç permet la unió de les línies umbilicals del tanc extern amb les instal·lacions de la plataforma, a més de proveir accés per al treball a l'àrea del tanc. Aquest braç es retreu diverses hores abans del llançament deixant els cables umbilicals units al tanc els quals són tallats en l'instant en què els boosters s'encenen. Els cables tornen a la torre de l'estructura on són protegits de la flames dels motors gràcies a una cortina d'aigua.

El braç de línia d'accés per a la ventilació d'hidrogen del tanc extern mesura 48 m de llarg i està unit a l'estructura de servei fixa a un nivell de 51 m.
- Braç de ventilació d'oxigen gasós del tanc extern: aquest braç s'estén fins a la part superior del tanc exterior on baixa un cobertor o capoll fins a la punta del tanc. El capoll conté nitrogen gasós escalfat que corre a través d'aquesta coberta per evitar que els vapors de l'obertura de ventilació es condensin formant gel, que pot desprendre's i, per tant, danyar la nau durant l'enlairament. El sistema del braç de ventilació té 24,4 m de llarg, 1,5 m d'ample i 2,4 m d'alt. Aquest braç està adherit a l'Estructura de Servei Fixa entre els nivells corresponents als 63 i 69 m.

El cobertor és retirat de l'obertura de ventilació als 2 min i 30 s previs al llançament i el braç és retret fins a l'estructura de la torre i pot ser tornat a la seva posició estesa si es deté el compte regressiu.

### Estructura de servei giratòria

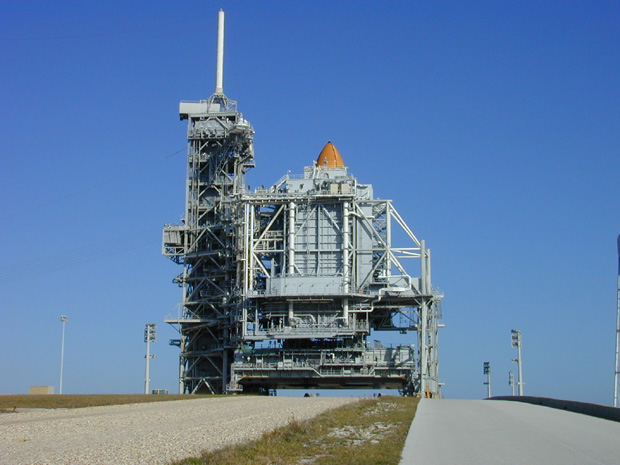
Estructura de servei giratòria.

Proveeix de protecció el transbordador i l'accés al celler de càrrega per la instal·lació i servei de càrregues a la plataforma. L'estructura gira d'un terç de cercle a 120° perquè les portes de la sala de canvi de càrrega s'acoblin al celler de càrrega de l'orbitador. El cos d'aquesta estructura comença a un nivell de 18 metres i s'estén fins a un nivell de 57,6 m proveint l'accés a cinc nivells. L'estructura giratòria, es desplaça en 8 carros sobre rieles. El cos giratori mesura 31 m de llarg, 15 m d'ample i 40 m d'alt.
El propòsit principal de l'estructura giratòria és el d'instal·lar càrregues al celler de l'orbitador. Solament s'encarrega de la instal·lació de càrregues lleugeres, per als casos més pesats com a compartiments, laboratoris, etc. es realitzen en la instal·lació de processament de l'orbitador.

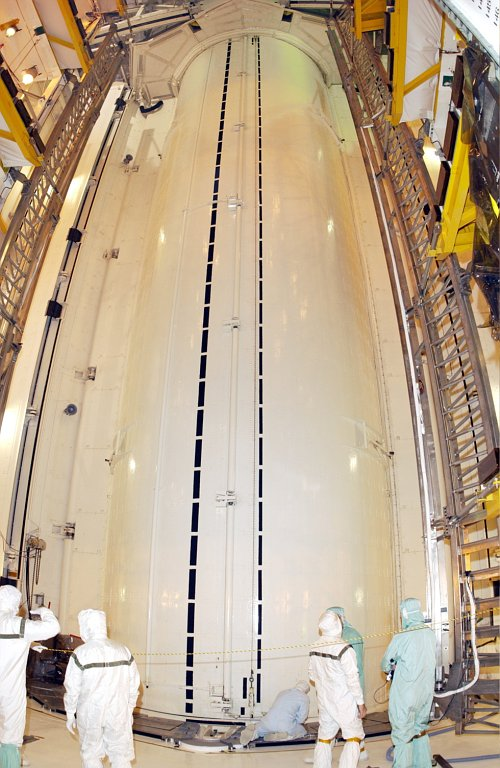
Cambra d'intercanvi de càrrega.

La cambra d'intercanvi de càrrega es troba a la part central d'aquesta estructura i constitueix una cambra segellada que rep les càrregues del contenidor de càrrega. La neteja d'aquestes càrregues es manté gràcies a cobertores que impedeixen que els dispositius siguin exposats a l'aire lliure.

#### Unitat umbilical central de l'orbitador
Aquesta unitat permet l'accés i el treball a l'àrea central de l'orbitador. La mateixa s'estén des de l'Estructura de Servei Giratòria fins als nivells de 48 a 53,6 m. Aquesta unitat té 6,7 m de llarg, 4 m d'ample i 6 m d'alt. Una plataforma d'extensió i un mecanisme manual de desplaçament horitzontal permet l'accés a la porta del cos central de l'orbitador.
Aquesta unitat serveix per a l'alimentació d'hidrogen i oxigen líquid de les cèl·lules de combustible, i gasos com el nitrogen i heli.

#### Sistema umbilical d'hipergòlics
El sistema transporta el combustible hipergòlic i l'oxidant, a més de línies de servei per a l'hidrogen i heli des de l'estructura de servei fixa fins al transbordador espacial. És sistema també permet la ràpida connexió de les línies i la seva desconnexió del vehicle. Sis unitats umbilicals són operades manualment a la plataforma. Aquestes unitats estan situades a cada costat de la part inferior de l'orbitador. Aquestes unitats serveixen al sistema de maniobres orbital i al sistema de reacció de control, a més del celler de càrrega i l'àrea del morro de l'orbitador.

### Sistema de protecció climàtica
Aquest sistema situat en les plataformes A i B serveix per protegir l'orbitador de les inclemències del temps com la calamarsa, aiguats i enderrocs transportats pel vent que podrien danyar el sistema de protecció tèrmica i les mantes d'aïllament.
L'estructura giratòria, en tancar-se, cobreix la major part de l'orbitador i el sistema de protecció climàtica cobreix els espais lliures.
Portes corredizas que es desplacen entre la panza de l'orbitador i el tanc extern proveeixen protecció per la part inferior de l'orbitador. Aquestes portes, que mesuren 16 m de llarg i 11,6 m d'alt pesen uns 20.866 kg. Les portes estan connectades a l'estructura giratòria i l'Estructura de Servei Fixa. Les portes es mouen en costats oposats sobre rieles.
Un segell inflable que protegeix la part superior de l'orbitador s'estén des de la cambra d'intercanvi de càrrega, formant un semicercle que cobreix 90 graus d'arc entre el vehicle i el tanc extern. Una sèrie de 20 o més portes metàl·liques dobles de 24,4 per 1,2 metres s'estenen des de la cambra d'intercanvi de càrrega a l'Estructura de Servei Giratòria per cobrir les àrees laterals entre el tanc extern i l'orbitador.

### Sistema deflector de flames
El sistema serveix per protegir del foc del llançament al vehicle i les estructures de la plataforma.
Un deflector de flames és una estructura en forma de V invertida que serveix per desviar les flames del llançament i dirigir-les a través de les obertures de la plataforma llançadora fins a les fosses situades sota. Les parets d'aquesta estructura es corben a mesura que s'aparten de la zona central i aconsegueixen un pendent gairebé horitzontal. Aquesta estructura deflectora mesura 149 m de llarg, 18 d'ample i 12 m d'alt. El sistema deflector que utilitza el transbordador espacial és doble, ja que un costat de la V invertida rep les flames dels motors principals, mentre que el costat oposat rep les flames dels coets de propulsió sòlida.
A més dels deflectors fixos, també hi ha altres dos que es desplacen sobre la fossa per proveir de protecció addicional de les flames dels coets acceleradors.

### Sistema de fuita
Proveeix una ruta de fuita per als astronautes de l'orbitador i els tècnics en l'Estructura de Servei Fixa fins als últims 30 segons del compte regressiu. El sistema està compost per set cables que s'estenen des de l'Estructura de Servei Fixa al nivell del Braç d'Accés a l'Orbitador els trajectes del qual acaben en el sòl.
En cas d'emergència els astronautes s'introdueixen en una estructura en forma de franc fet d'acer i envoltat d'una xarxa. Cada baldi pot servir per a tres persones. El cable s'estén uns 366 m fins a un búnker de refugi situat a l'oest de l'Estructura de Servei Fixa. El descens dura uns 35 s i el frenat es duu a terme gràcies a una xarxa i a un sistema de frenat per cadenes.

### Parallamps

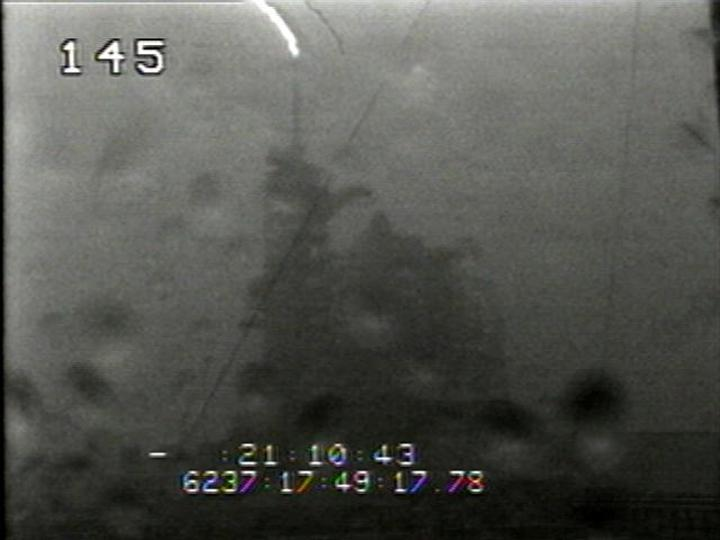
Imatge d'un raig durant l'Huracà Ernest abans de l'enlairament de la STS-115

El parallamps s'estén des de la part superior de l'estructura fixa i proveeix la protecció al vehicle i a les estructures de la plataforma. El parallamps està connectat a un cable que es fixa a una àncora a 335 m al sud de l'estructura i un altre cable s'estén la mateixa distància cap al nord. El raig que copegi la punta corre per aquest cable fins al sòl, d'aquesta manera, el masteler del parallamps funciona com un aïllador elèctric mantenint el cable aïllat de l'estructura fixa. El masteler al costat de l'estructura acompanyant eleva al cable uns 30,5 m sobre l'estructura.

### Sistema d'aigua per a supressió sonora

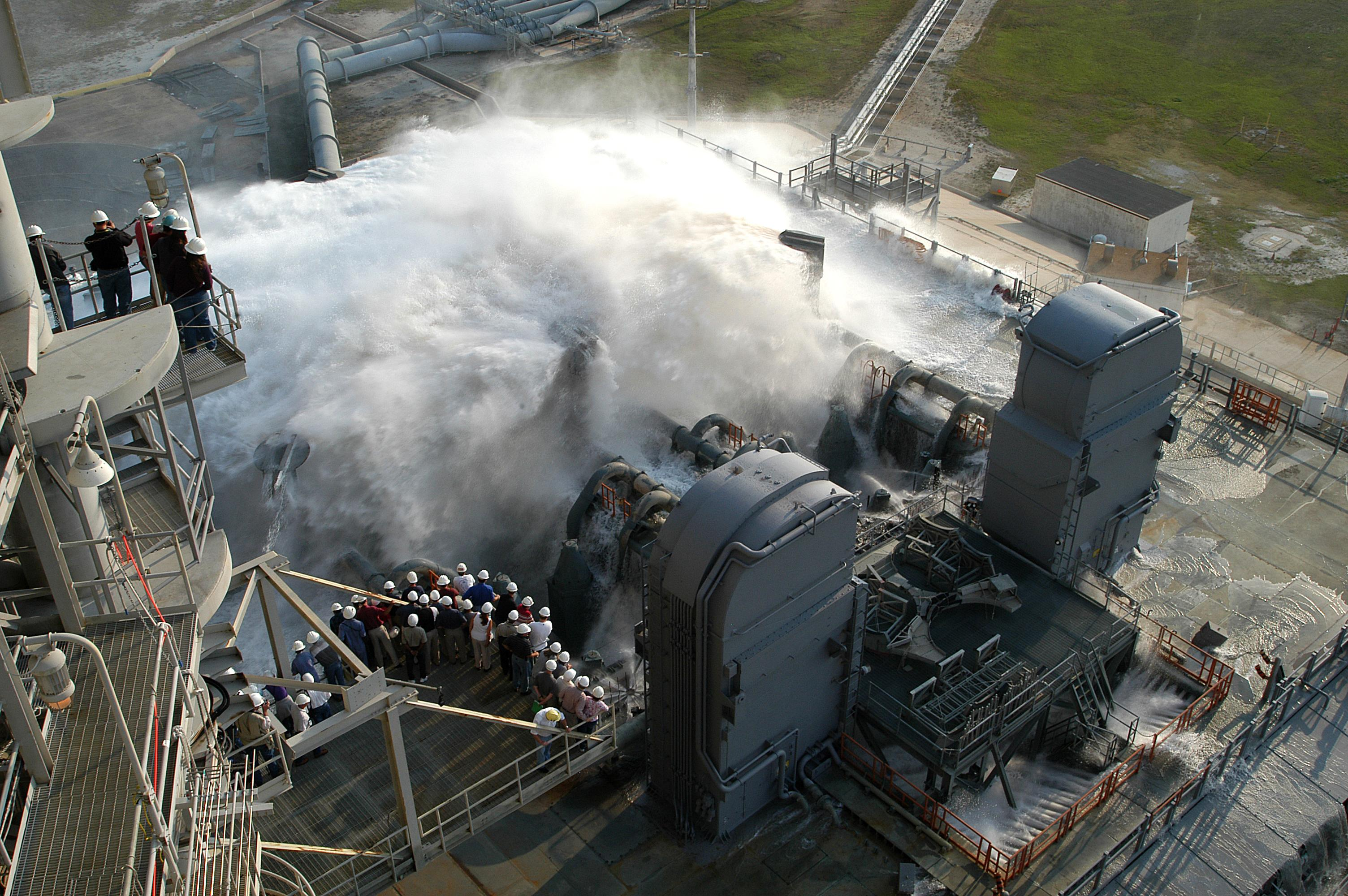
Al Centre Espacial Kennedy, l'aigua és abocada la plataforma de llançament al començament d'un test de supressió de so.

Aquest sistema instal·lat en les plataformes protegeix a l'orbitador i les seves càrregues del dany produït per l'energia acústica i les flamarades expulsades pels coets sòlids en la fossa deflectora i la plataforma llançadora.
El sistema de supressió sonora inclou un tanc d'aigua amb una capacitat d'1.135.620 L. El tanc té 88 m d'alt i està situat a una posició elevada adjacent a cada plataforma. L'aigua és alliberada just abans de la ignició dels motors del transbordador espacial i flueix a través de canonades d'un diàmetre de 2,1 m. El trajecte ho realitza en uns de 20 s. L'aigua és expulsada a través de 16 filtres damunt dels deflectors de flames i a través d'unes obertures en el buit de la plataforma llançadora per als motors principals de l'orbitador, començant a T menys 6,6 s (T correspon a temps (time, en anglès) que defineix el precís moment del llançament).
En el moment en què els SRB entrin en ignició, un torrent d'aigua cobreix la plataforma llançadora gràcies a sis enormes toveres o ruixadors fixats a la seva superfície. Els ruixadors mesuren 3,7 m d'altura. Les dues centrals mesuren 107 cm de diàmetre; els restants quatre tenen 76 cm de diàmetre. El punt de major flux d'aigua es dona als 9 segons després de l'enlairament amb 3.406.860 L des de totes les fonts.
Els nivells acústics arriben al seu màxim quan el transbordador està a uns 300 m sobre la plataforma de llançament. El perill disminueix a una altitud de 305 m.

#### Sistema de supressió de la tensió del Coet Accelerador Sòlid
Aquest sistema pertany al sistema de supressió sonora. En aquest cas, s'encarrega de disminuir els efectes de les pressions reflectides que ocorren quan els coets acceleradors entren en ignició. Sense el sistema de supressió, la pressió exerciria molta tensió a les ales i les superfícies de control d'orbitador.
Hi ha dos components principals per a aquest sistema de supressió d'energia acústica:
- Un sistema de ruixadors d'aigua que proveeix un matalàs d'aigua, el qual és dirigit a la fossa de flames directament sota cada booster.
- Una sèrie de borses d'aigües, distribuïdes al voltant dels buits de flames, proveeixen d'una massa d'aigua que facilita l'absorció del pols de pressió reflectit.

Usats junts, aquesta barrera d'aigua impedeix el pas de les ones de pressió dels boosters, disminuint la seva intensitat. En cas d'una missió avortada, un sistema d'inundació post-apagat s'encarregaria de refredar la part inferior de l'orbitador. També controla la crema del gas d'hidrogen residual després que els motors hagin estat apagats amb el vehicle a la plataforma. Hi ha 22 boques d'aigua al voltant del buit de fuita per als motors principals dins de la plataforma llançadora. L'aigua és alimentada per una línia de proveïment amb un diàmetre de 15 cm, aconseguint que l'aigua flueixi a 9.463,5 L/min.

### Sistema d'eliminació d'hidrogen del motor principal
Els vapors d'hidrogen que es produeixen durant el començament de la seqüència d'ignició són expel·lits en les toveres dels motors just abans de la ignició. Com a resultat s'obté una atmosfera rica en hidrogen dins de les toveres. Per evitar danys als motors, sis preiniciadores de remoció estan instal·lats en el masteler posterior. Just abans de la ignició dels motors principals aquests preiniciadors són activats i produeixen la ignició de qualsevol, romanent d'hidrogen a l'àrea sota les toveres. Aquest procés evita una brusca combustió en l'encesa dels motors principals.

### Instal·lacions d'emmagatzematge de propel·lents
Aquestes instal·lacions estan situades en les dues plataformes de llançament. Un tanc de 3.406.860 L, situat en l'extrem nord-oest de cada plataforma emmagatzema l'oxigen líquid (LOX) que és usat com l'oxidant dels motors principals de l'orbitador.
En realitat aquests tancs són enormes ampolles al buit. Aquestes mantenen al LOX a temperatures de -183 °C. Dues bombes que proveeix 4.540 L oxidant/min (cadascuna) transfereixen el LOX des del tanc d'emmagatzematge fins al tanc extern de l'orbitador.
Ampolles al buit similars amb una capacitat de 3.217.590 L i situades en l'extrem nord-est de les plataformes, emmagatzemen l'hidrogen per als tres motors principals de l'orbitador. En aquest cas, no es necessiten bombes per moure el LH2 fins al tanc extern durant les operacions de proveïment, ja que primer es vaporitza una mica d'hidrogen, i aquesta acció crea una pressió de gas a la part superior del tanc que mou al lleuger combustible a través de les línies de transferència.
Les línies de transferència porten els propel·lents súper refredats fins a la plataforma llançadora i alimenten al tanc extern a través dels mastelers posteriors.
Els propel·lents hipergòlics usats pels motors de maniobres orbital i els coets de control d'actitud també estan emmagatzemats a les plataformes, en àrees ben separades. Una instal·lació situada en l'extrem sud-est de cada plataforma conté el combustible monometil hidracina. Una instal·lació a l'extrem sud-oest emmagatzema l'oxidant, tetraòxid de nitrogen. Aquests propel·lents són emmagatzemats per línies de transferència fins a l'estructura fixa i continuen fins al sistema umbilical d'hipergòlics de l'estructura giratòria, amb els seus tres parells de línies umbilicals connectades a l'orbitador.

### Interfície de la plataforma de llançament i el sistema de processament del llançament
Els elements situats a la Sala de Connexió Terminal de la plataforma proveeixen els enllaços vitals entre el sistema de processament de llançament al centre de control de llançament, l'equip de suport terrestre, i els dispositius de vol del transbordador. Aquesta sala resideix sota l'elevada posició de la plataforma.